# Боб Ділан
Боб Ді́лан (англ. Bob Dylan — псевдонім Ро́берта А́ллена Ці́ммермана (англ. Robert Allen Zimmerman), 24 травня 1941, Дулут, Міннесота, США) — американський співак, композитор, поет і гітарист, з лірики якого запозичено багато крилатих фраз, а музика вплинула на творчість  багатьох композиторів-піснярів. Одна з найвпливовіших фігур у поп-музиці за останні п'ятдесят років. Значну частину своїх найвідоміших робіт музикант написав у 1960-х роках, коли його проголосили «голосом покоління» і однією з головних персон пісні протесту, чому сприяли пісні «Blowin' in the Wind» і «The Times They Are a-Changin'», які стали славнями руху за громадянські права і руху проти війни у В'єтнамі. 1965 року він змінив звучання на електричне, цим відколовшись від американського фолк-руху і своєї ранньої фан-бази, записавши культовий шестихвилинний сингл «Like a Rolling Stone», новаторську концепцію якого вважають одним з переломних моментів у поп-музиці XX століття.
Тексти Ділана містять широкий спектр політичних, соціальних, філософських і літературних впливів. Своєю творчістю музикант кинув виклик чинним правилам поп-музики, ставши важливою частиною зростального контркультурного напрямку. Натхненний артистизмом Літла Річарда й поетичним стилем Вуді Гатрі, Роберта Джонсона і Генка Вільямса, Ділан розширив і персоналізував музичні жанри. Упродовж своєї кар'єри він спробував себе в багатьох напрямах американської музики, від фолку, блюзу та кантрі до госпелу і рок-н-ролу, від рокабілі до англійської, шотландської та ірландської народної музики, охопивши навіть джаз і Great American Songbook.
Після виходу його дебютного самоназваного альбому 1962 року, Ділан здійснив прорив, випустивши платівку The Freewheelin' Bob Dylan (1963), що містить пісні «Blowin' in the Wind» і «A Hard Rain's a-Gonna Fall», а також ще кілька композицій, які стали символами епохи. 1964 року вийшов політизований The Times They Are A-Changin' і абстрактніший Another Side of Bob Dylan. Після цього, за 18 місяців, музикант записав три свої найважливіші і найвпливовіші альбоми 1960-х: Bringing It All Back Home, Highway 61 Revisited і Blonde on Blonde. 1966 року музикант став менш публічним після аварії на мотоциклі. У цей період він багато працював з The Band, який вже раніше був його концертним гуртом; результатом спільної діяльності став альбом The Basement Tapes, що вийшов 1975 року. Наприкінці 1960-х — на початку 1970-х років Ділан захопився музикою кантрі, що виразилося в матеріалі платівок John Wesley Harding, Nashville Skyline і New Morning. 1975 року відбувся вихід Blood on the Tracks, однієї з основних платівок у кар'єрі музиканта, після чого наступного року був критично і комерційно успішний альбом — Desire (1976). Наприкінці 1970-х років Ділан став євангельським християнином і випустив серію альбомів у стилі госпел, зокрема, Slow Train Coming, після чого повернувся до свого традиційного рок-звучання на лонгплеї Infidels. Серед найбільш знакових робіт пізньої кар'єри музиканта, критики виділяють Time Out of Mind, Love and Theft і Tempest. Останні альбоми Ділана написані під впливом традиційної американської музики, зокрема пісень з «Great American Songbook», і творчості Френка Сінатри. Наприкінці 1980-х років Ділан організував регулярний гастрольний тур, так званий Never Ending Tour, де виступає разом зі своєю сценічною групою на гітарі, клавішних та губній гармоніці.
Ділан є одним із найбільш комерційно успішних музикантів усіх часів — станом на 2017-й рік сумарний тираж його альбомів перевищує 100 мільйонів копій. Упродовж кар'єри йому вручили велику кількість престижних нагород, зокрема дванадцять премій «Греммі», один «Оскар» і один «Золотий глобус». Крім цього, його ввели до Зали слави рок-н-ролу, Зали слави піснярів і Зали слави піснярів Нешвілла. Журі «Пулітцерівської премії» вручило йому спеціальну відзнаку «за визначний вплив на популярну музику й американську культуру за допомогою ліричних композицій виняткової поетичної сили». У травні 2012 року Барак Обама вручив йому Президентську медаль свободи.
Лауреат Нобелівської премії з літератури 2016 року за «створення нових поетичних виражень в американській пісенній традиції».
Починаючи з 1994 року, Боб Ділан видав шість книжок малюнків, а виставки його картин відбулись у багатьох відомих галереях. Як музикант, він продав понад 100 мільйонів платівок, що робить його одним із найуспішніших музикантів сучасності.

## Життєпис

### Дитинство

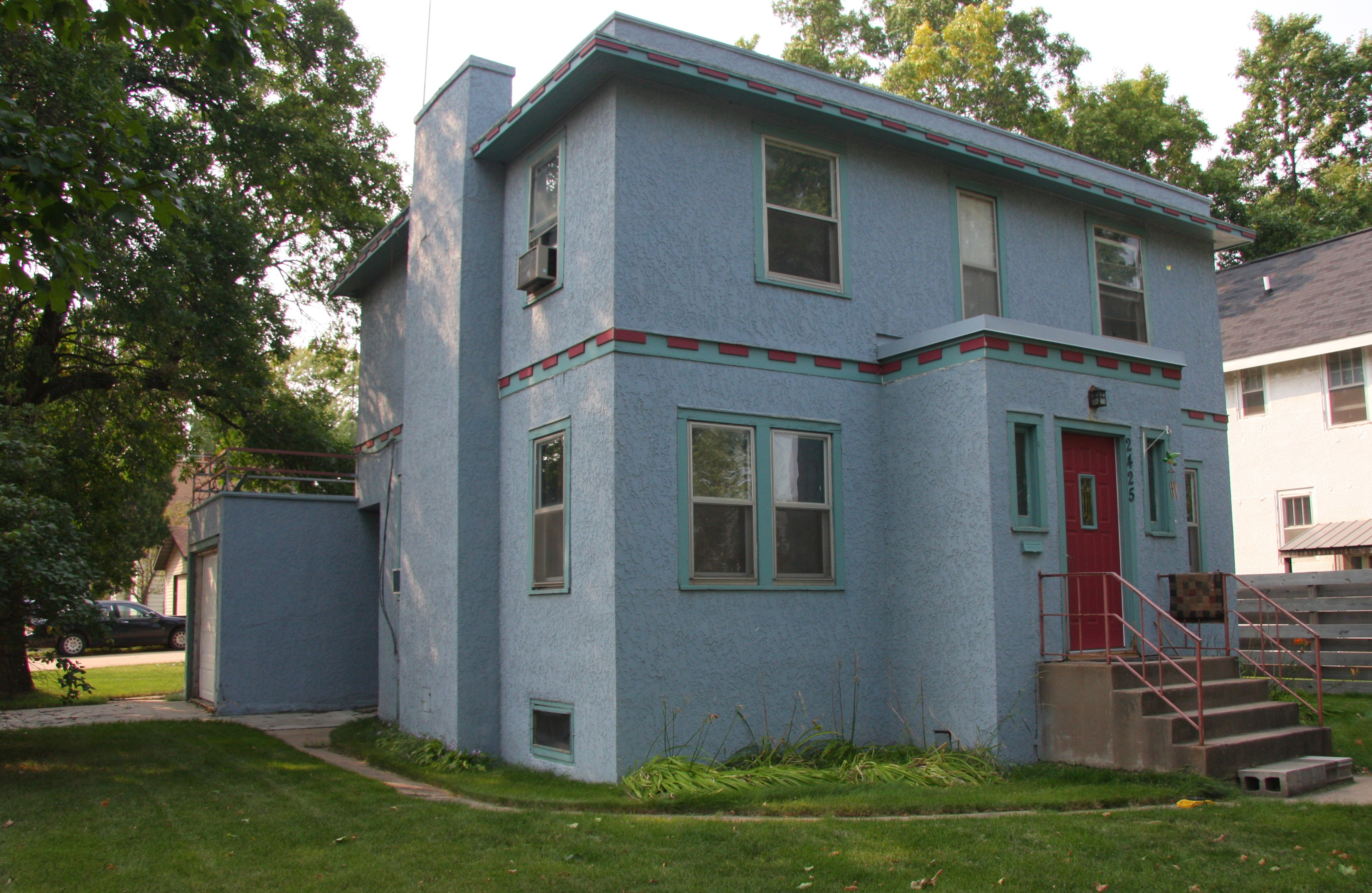
Дім сім'ї Ціммерманів у Гіббінгу (штат Міннесота, округ Месабі)

Боб Ділан (уроджений Роберт Аллен Ціммерман; єврейське ім'я שבתאי זיסל בן אברהם [Шабтай Зісл бен Авраам]) народивсь 24 травня 1941 року в шпиталі Святої Марії в містечку Дулут. Дитинство провів у місті Гіббінг, штат Міннесота (округ Месабі), розташованому на захід від озера Верхнє, в сім'ї дрібного торговця. Має молодшого брата на ім'я Девід. Його бабуся і дідусь по батьківській лінії, Зігман і Ганна Ціммермани — вихідці з України. Вони емігрували з Одеси до Сполучених Штатів через єврейські погроми 1905 року. Його бабуся і дідусь по материнській лінії, Бен і Флоренс Стоун (Беньямін і Лібба Едельштейн), — литовські євреї, які емігрували до Сполучених Штатів 1902 року. В автобіографії Ділан писав, що бабуся по батьківській лінії мала дошлюбне прізвище Кіргіз (англ. Kirghiz), а її родина походила з міста Кагизмана (провінція Карс) у північно-східній Туреччині.
Батько Ділана, Абрам Ціммерман — власник магазину електроприладів, а мати —  Беатріс «Бітті» Стоун. Вони брали активну участь у житті невеликої, згуртованої, місцевої єврейської громади. Перші шість років життя Ділан провів у Дулуті, а потім через хворобу батька (який підхопив поліомієліт) сім'я переїхала до Гіббінга — рідного міста матері музиканта, де вони прожили до кінця дитинства Роберта. В ранні роки Ділан любив слухати радіо — спочатку зі станцій міста Шривпорт (штат Луїзіана), які крутили блюз і кантрі, а пізніше, коли став підлітком — рок-н-рол.
Особливо його вразила фолк-музика Генка Вільямса і Вуді Гатрі. Вуді Гатрі дуже вплинув на Боба Ділана. На початку музичного становлення Ділана, більша частина його репертуару складалася з композицій Гатрі. Також Боб переймав манеру співу й деякі гітарні ходи Гатрі, хоч у житті вони зустрічались один раз, коли Ділан провідав його у психлікарні. Він опановує ази гри на гітарі, його улюбленим інструментом стає губна гармоніка. У 10 років він написав перші вірші[джерело?].
Під час навчання у середній школі Боб виступав у складі різних колективів. Наприклад, один з його колективів — The Golden Chords — виконував кавер-версії пісень Літла Річарда та Елвіса Преслі. Одного разу гурт виступив на шкільному конкурсі талантів, зігравши композицію «Rock and Roll Is Here to Stay» гурту Danny & the Juniors. Проте, їхнє виконання було таким гучним, що директор був змушений перерізати мікрофон. 31 січня 1959 року, за три дні до своєї смерті, Бадді Голлі виступив у Збройній палаті Дулута. Сімнадцятирічний Ціммерман відвідав цей концерт. У своїй Нобелівській промові Ділан згадував: «Він раптом глянув мені прямо в очі — і щось передав [своїм поглядом]. Я не знав, що. І в мене мурашки по шкірі побігли».
Його випускний альбом 1959 року мав заголовок «Роберт Ціммерман: приєднатися до Літла Річарда». Того ж року під псевдонімом Елстон Ганнн (англ. Elston Gunnn) він провів дві ділові зустрічі зі співаком Боббі Ві, на яких демонстрував свої музичні навички грою на фортепіано.
У вересні 1959 року Ціммерман переїхав до Міннеаполіса і вступив до Міннесотського університету.
Його увага до рок-н-ролу змінилася захопленням американською фолк-музикою. 1985 року він зазначав:
|  | Справа в тому, що рок-н-ролу для мене все одно було б недостатньо... Він мав відмінні мелодії і пульсівний ритм... але ці пісні були несерйозними, вони не віддзеркалювали справжнє життя. Коли я захопився фолк-музикою, то зрозумів, що це серйозніша річ. У цих піснях було більше відчаю, більше смутку, більше урочистості, більше віри в надприродне, їх сповнювали набагато глибші почуття. Оригінальний текст (англ.) The thing about rock'n'roll is that for me anyway it wasn't enough... There were great catch-phrases and driving pulse rhythms... but the songs weren't serious or didn't reflect life in a realistic way. I knew that when I got into folk music, it was more of a serious type of thing. The songs are filled with more despair, more sadness, more triumph, more faith in the supernatural, much deeper feelings. |

Під час навчання в університеті Ціммерман зблизився з єврейською громадою Sigma Alpha Mu (де проживав деякий час), а також почав виступати в кафе «Ten o'clock Scholar», що розташовувалось за кілька кварталів від його кампуса. А ще він став одним з учасників фолк-сцени Дінкітауна (одного з районів Міннеаполіса).
Саме тоді Ціммерман взяв собі псевдонім «Боб Ділан». У своїх мемуарах він зазначав, що зупинився на менш поширеному варіанті прізвища Діллон — яке збирався прийняти спочатку — після того, як натрапив на збірку віршів Ділана Томаса. В інтерв'ю 2004 року, міркуючи про причини вибору псевдоніма Ділан зауважив: «Ти народжуєшся, знаєте, [бувають] неправильні імена, неправильні батьки. Я маю на увазі, що таке трапляється. Ви вільні називаєте себе так, як ви хочете. Це — вільна країна».

### 1960-ті

#### Переїзд до Нью-Йорка і перший контракт

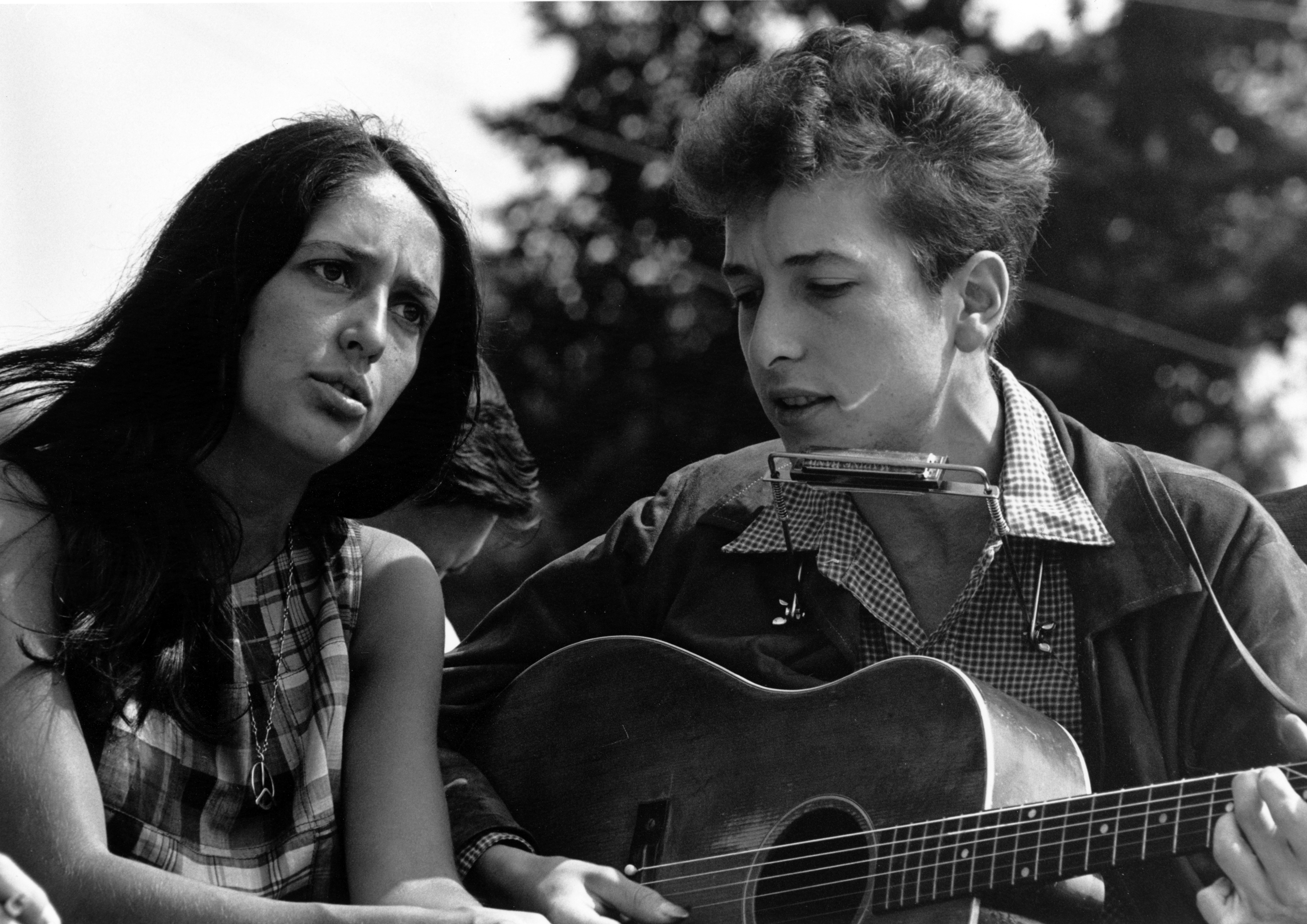
Боб Ділан і Джоан Баез під час акції «Маршу на Вашингтон за робочі місця і свободу», 28 серпня 1963 року

У травні 1960 року Ділан кинув університет наприкінці першого навчального року. У січні 1961 року вирушив до Нью-Йорка, щоб відіграти там кілька шоу і відвідати свого музичного кумира Вуді Гатрі, який на той момент досить тривалий час перебував у психіатричному шпиталі Грейстоун-Парк з діагнозом хвороба Гантінгтона. Гатрі став відкриттям для молодого Ділана і вплинув на його ранні виступи. Згодом, описуючи вплив Гатрі, музикант зазначав: «У його піснях звучав нескінченний розмах усього людства… [Він] був справжнім голосом американського духу. Я сказав собі, що стану найвидатнішим учнем Гатрі». Ділан не тільки відвідав Гатрі в лікарні, але й заприятелював з його протеже — Джеком Елліоттом, який адаптував більшу частину репертуару Гатрі. Згодом Ділан засвідчив йому повагу у своїх мемуарах «Chronicles: Volume One».
З лютого 1961 року Ділан виступав у клубах, розташованих поблизу Гринвіч-Віллиджа. Він потоваришував і набрався досвіду від місцевих фолк-виконавців, зокрема, Дейва Ван Ронка, Фреда Ніла, Одетти Голмс, New Lost City Ramblers, а також ірландського гурту The Clancy Brothers and Tommy Makem. Першим, хто згадав Ділана в пресі, став критик Нью-Йорк Таймс Роберт Шелтон. В огляді дванадцятигодинного музичного капусника «Hootenanny», організованого Іззі Янгом 29 липня 1961 року на радіостанції WRVR, він написав: «Серед нових перспективних талантів, які заслуговують на згадку, 20-річний послідовник Гатрі на ім'я Боб Ділан, що володіє дивним, захопливим бурмотінням і просотаним кантрі стилем». Це була перша радіопередача Ділана наживо.
У вересні Шелтон продовжив висвітлювати кар'єру Ділана, написавши вкрай захоплене есе під враженням від його виступу в «Gerde's Folk City».
Того ж місяця Ділан взяв участь у записі третьої платівки фолк-співачки Каролін Гестер, де зіграв на губній гармоніці. Талановитий музикант звернув на себе увагу продюсера альбому, Джона Геммонда, який запропонував Ділану підписати контракт з лейблом Columbia Records.
Перший, самоназваний альбом Боба Ділана, що вийшов 19 березня 1962 року, поєднував елементи фолку і блюзу. Він містив тринадцять композицій, проте лише дві з них були оригінальними. У рецензії журналу Billboard Ділана назвали «одним з найбільш цікавих молодих виконавців, що з'явилися в музиці поп-фолк за останні роки». Однак, продажі Bob Dylan за перший рік склали всього близько 5000 копій, що лише трохи перевищило вкладені в нього кошти. Деякі представники лейблу поза очі називали співака «Помилкою Геммонда» і пропонували розірвати його контракт в односторонньому порядку, а також прибрати його ім'я з обкладинки альбому, проте продюсер відстояв Ділана, заявивши: «Тільки через мій труп!». У березні 1962 року Ділан взяв участь у роботі над платівкою Three Kings and the Queen, де акомпанував Вікторії Спайві та Бігові Джо Вільямсу — виконавши бек-вокал і партію гармоніки. У період роботи в Columbia Records Ділан записувався під псевдонімом Сліпий Хлопчик Грант (англ. Blind Boy Grunt), коли співпрацював з фолк-журналом Broadside (який також функціонував як лейбл). А ще музикант використовував псевдоніми: Боб Ленді (англ. Bob Landy) для запису збірки The Blues Project, яка вийшла на Elektra Records (де виступив як піаніст), а також Тедхем Портерхаус (англ. Tedham Porterhouse) під час роботи над самоназваною платівкою Джека Елліотта, де зіграв на губній гармоніці.
У серпні 1962 року Ділан зробив два важливі кроки, які вплинули на його кар'єру: офіційно змінив своє ім'я на Роберт Ділан і підписав контракт з Альбертом Гроссманом (у червні 1961 року Ділан уклав угоду з Роєм Сільвером. 1962 року Гроссман заплатив Сільверу 10 000 доларів, щоб стати одноосібним менеджером музиканта). Гроссман залишався менеджером Ділана до 1970 року. Він був відомий своїм конфронтаційним характером, а також відданістю своєму опіканцю. За словами Ділана: «Частково, він був схожий на типаж полковника Тома Паркера… ви могли буквально шкірою відчути його наближення». Напружені стосунки між Гроссманом і Джоном Геммондом призвели до того, що перед записом другого альбому, останній був замінений на молодого афроамериканського джазового продюсера Тома Вілсона
.
У той же період Ділан здійснив свій перший візит до Великої Британії, де пробув з грудня 1962 по січень 1963 року. Його запросив режисер Філіпп Севілл для участі в телевиставі «Божевільня на Касл-Стріт», яку Севілл знімав для Телебачення BBC.
Наприкінці вистави Ділан виконав «Blowin 'in the Wind» — це був один з перших публічних виступів музиканта. Проте 1968 року персонал BBC стер майстер-стрічку вистави, імовірно для перезапису (то була поширена практика в ті роки). Під час перебування в Лондоні Ділан виступив у кількох місцевих фолк-клубах, зокрема «The Troubadour», «Les Cousins» і «Bunjies». Крім того, він ознайомився з матеріалом британських фолк-виконавців, як-от Мартіна Карті.
До моменту виходу свого другого альбому The Freewheelin' Bob Dylan (травень 1963), Ділан почав заживати слави не лише як співак, але і як автор-виконавець. Багато композицій цієї платівки порушували протестні теми. Частково на них надихнула творчість Вуді Гатрі, а також на них вплинула захоплення Піта Сіґера (ще одного кумира Ділана) актуальними проблемами. Наприклад, у пісні «Oxford Town» йдеться про Джеймса Мередіта — першого чорношкірого студента, який спробував вступити до Університету Міссісіпі, і пов'язані з цим події.
Мелодію заголовної композиції, «Blowin' in the Wind», частково взято зі старого негритянського спіричуела «No More Auction Block», а її текст ставив під сумнів соціальний і політичний статус-кво сучасного американського буття. Пісня стала надзвичайно популярною серед інших артистів, наприклад, кавер-версія гурту Peter, Paul and Mary сягнула 2-го місця чарту Billboard Hot 100.
Ще одна композиція платівки — «The Hard Rain’s a-Gonna Fall» — ґрунтувалась на народній баладі «Лорд Рендел». Текст пісні містив завуальовані відсилання до прийдешнього апокаліпсису, що набуло додаткового резонансу через Карибську кризу, яка розгорнулася через кілька тижнів після того, як Ділан представив пісню публіці. Як і «Blowin' in the Wind», «A Hard Rain's a-Gonna Fall» ознаменувала новий напрям у написанні пісень, поєднавши в собі потік свідомості та імажизм з традиційною фолковою формою.
Злободенні пісні Ділана зміцнили його ранню репутацію; його стали сприймати як щось більше, ніж просто автора пісень. Публіцистка Джанет Маслін писала про The Freewheelin": «Це були пісні, які зробили [Ділана] голосом його покоління — тим, хто хотів показати, наскільки занепокоєні молоді американці темами ядерного роззброєння і зростального руху за громадянські права: поєднання морального авторитету та інакомислення було, мабуть, найактуальнішим з його атрибутів». Крім цього, платівка містила пісні про кохання і сюрреалістичний блюз, виконуваний в манері монологу. Ще однією важливою рисами характеру Ділана були гумор, а також діапазон тем і оригінальна подача матеріалу, які справили глибоке враження на аудиторію, включаючи The Beatles. За словами Джорджа Гаррісона: «Ми заслухали [альбом] буквально до дірок. Зміст текстів пісень і його світогляд були неймовірно оригінальними і дивними».
Гостра тематика пісень Ділана відлякувала деяку частину аудиторії, проте, привертала іншу. Джойс Керол Оутс писала: «Коли ми вперше почули цей сирий, дуже молодий і, здавалося б, необроблений голос, нарочито гугнявий, ніби співає наждачний папір, ефект був драматичним і електризуючим». Багато ранніх пісень Ділана доходили до громадськості через мелодійніші версії інших виконавців, таких як Джоан Баез, яка стала прихильницею Ділана, а також його коханою. Баез допомогла розширити популярність Ділана, записавши кавер-версії кількох його ранніх пісень і запрошуючи музиканта на сцену під час своїх концертів.
«Знадобилося не так багато часу, щоб люди зрозуміли, що він був страшенно особливим», — казала Баез.
Серед інших виконавців 1960-х, які записали пісні Ділана, що стали хітами, були: The Byrds, Sonny & Cher, The Hollies, Peter, Paul and Mary, The Association, Manfred Mann і The Turtles. Більшість з них подавали матеріал у ритмічніших і мелодійніших аранжуваннях, ближче до поп-музики, тоді як Ділан і Баез виконували його переважно в лаконічній фолк-манері. У підсумку кавер-версії стали настільки повсюдними, що керівництво CBS початок просувати музиканта під гаслом: «Ніхто не співає Ділана краще, ніж сам Ділан».
Пісня «Mixed-Up Confusion», записана під час сесій The Freewheelin' під акомпанемент запрошених музикантів, вийшла як сингл, проте, невдовзі весь її тираж відкликали. Це було пов'язано з тим, що на відміну від більшості композицій альбому, які являли собою сольне виконання під гітару, звучання синглу продемонструвало готовність Ділана експериментувати з іншими жанрами, зокрема — рокабілі. Згодом, Кемерон Кроу описав його як «захопливий погляд на фолк-музиканта, розум якого рухається в напрямку Елвіса Преслі і Sun Records».

#### Протест іAnother Side
У травні 1963 року Ділан різко підвищив свій політичний статус, після того, як вирішив не виступати на «Шоу Еда Саллівана». Це було пов'язано з тим, що під час репетиції музиканта один з редакторів телеканалу CBS підійшов до нього і сказав, що «Шаблон:Товариство Джона Берча» може сприйняти зміст пісні «Talkin 'John Birch Paranoid Blues» як потенційний наклеп, тим самим натякаючи відмовитися від її виконання. Замість того, щоб підкоритися цензурі, Ділан відмовився виходити на сцену.
До цього часу Ділан і Баез прославились як учасники руху за громадянські права, 28 серпня 1963 року вони виступили дуетом під час Маршу на Вашингтон. Третій альбом Ділана, The Times They Are A-Changin', віддзеркалює політизованіший бік музиканта. Більшість пісень присвячено актуальним подіям: «Only a Pawn in Their Game» — вбивству Медгара Еверса (активіста руху за громадянські права); «The Lonesome Death of Hattie Carroll» (написана під впливом творчості Бертольта Брехта) — смерті чорношкірої барменші Гетті Керролл від руки молодого білого світського лева Вільяма Зантцінгера. У свою чергу, композиції «Ballad of Hollis Brown» і «North Country Blues» зачіпали тему відчаю, викликаного розпадом фермерських і гірничодобувних спільнот. Крім політизованого матеріалу платівка містила дві пісні про кохання — «Boots of Spanish Leather» і «One Too Many Mornings». 1969 року, під час сесій альбому Nashville Skyline, Ділан і Джонні Кеш записали «One Too Many Mornings» дуетом, однак, вона так і не була вийшла.
До кінця 1963 року Ділан почав відчувати на собі керування та обмеження з боку протестного і фолк-руху. Приймаючи Нагороду Томаса Пейна від Національного комітету з громадянських свобод, невдовзі після вбивства Джона Кеннеді, п'яний Ділан поставив під сумнів значення комітету, схарактеризувавши його членів, як старих і лисіючих, стверджуючи, що бачить щось від себе, а також кожної людини, у особі вбивці Кеннеді Лі Гарві Освальді.
Альбом Another Side of Bob Dylan, записаний в червні 1964 року за один вечір, мав спокійніший настрій. Ділан знову продемонстрував свої здібності гумориста в піснях «I Shall Be Free No. 10» і «Motorpsycho Nightmare». У свою чергу, «Spanish Harlem Incident» і «To Ramona» являють собою пристрасні любовні балади, а композиції «Black Crow Blues» і «I Don't Believe You (She Acts Like We Never Have Met)», були своєрідними натяками на те, що невдовзі в музиці Ділана буде домінувати рок-н-рол. Пісня «It ain't Me Babe», яка на перший погляд здається піснею про відкинуте кохання — була інтерпретована як завуальована відмова автора від нав'язуваної йому ролі політичного оратора. Новий творчий напрямок Ділана знайшов відбиття у двох довгих композиціях: імпресіоністичній «Chimes of Freedom», у якій Соціальний коментар переплітається з щільним метафоричним пейзажем, у стилі, який Аллен Гінзберг описав як «ланцюги мерехтливих образів» і «My Back Pages», в якій музикант обрушувався на незграбну і злорадну серйозність своїх ранніх творів і, почасти, передбачав негативну реакцію, яка була з боку його колишніх однодумців, після того, як музикант вибрав новий творчий напрямок. Комерційний результат платівки виявився гіршим від двох попередніх — вона дісталася лише 43-го місця в чарті Billboard, до того ж, багато шанувальників музиканта були явно розчаровані відмовою від протестної теми. За словами Пола Волфа з журналу Broadside, який написав рецензію після Ньюпортського фестивалю: «Нові пісні Ділана здивували всіх, — більшість були розчаровані, дехто вважав ці пісні огидними, і майже всі не могли зрозуміти, що сталося з Діланом. Здавалося, що співак, творчість якого раніше була повною енергії й піднімала важливі теми, тепер пише незрозумілі нешкідливі пісні».
Упродовж другої половини 1964 і 1965 року Ділан перетворився з фолк-музиканта на фолк-рок-зірку. Джинси і фланелеву сорочку він поміняв на гардероб у стилі Карнабі-стріт, загострені черевики «як у The Beatles» і сонцезахисні окуляри, які він не знімав ні вдень ні вночі. Лондонський репортер так описав Ділана: «Волосся, яке може зігнути зубці гребінця. Кричуща сорочка, яка здатна затьмарити неонові вогні Лестер-сквер. Він виглядає як недогодований какаду». У цей же період Ділан почав вступати в полеміку з інтерв'юерами. Так, під час участі у ток-шоу Леса Крейна він різко відповів на запитання ведучого про запланований кінопроєкт, заявивши що це буде ковбойський фільм жахів. Після уточнення, чи він гратиме ковбоя, Ділан парирував: «Ні, я гратиму свою матір».

#### Перехід до електричного звучання
Виданий наприкінці березня 1965 року альбом Bringing It All Back Home став ще одним кроком Ділана в напрямку нового звучання, продемонструвавши перші записи музиканта з електричними інструментами. Дебютний сингл платівки — «Subterranean Homesick Blues» — багато в чому завдячував пісні «Too Much Monkey Business» Чака Беррі, його текст являв собою вільно асоційовані образи і був охарактеризований як омажизм поезії бітників і як попередник репу та хіп-хопу. На пісню був знятий відеокліп (один з перших у своєму роді), який являв собою перший уривок з фільму Донна Алана Пеннебейкера «Не дивись назад» — Сінема веріте про подорож Ділана по Великій Британії 1965 року. Замість імітації співу, Ділан показував таблички з ключовими словами тексту, які кидав на землю в міру звучання пісні. За словами Пеннебейкера, цю ідею запропонував сам Ділан, згодом її спародіювали в багатьох музичних кліпах і телевізійній рекламі.
Другий бік платівки містив чотири довгі пісні, на яких Ділан акомпанував собі на акустичній гітарі та губній гармоніці. Композиція «Mr. Tambourine Man» стала однією з найвідоміших пісень Ділана, після того як гурт The Byrds записав її електричний варіант, який досягнув верхніх рядків чартів США і Великої Британії. У свою чергу, «It's All Over Now, Baby Blue» та «It's Alright, Ma (I'm Only Bleeding)» визнано ще двома важливими композиціями музиканта.
1965 року, виступаючи на Ньюпортському фолк-фестивалі, Ділан, бувши гедлайнером, відіграв концертний сет на електрогітарі — вперше, з часів середньої школи. Разом з ним виступав гурт професійних музикантів, включно з Майклом Блумфілдом на гітарі і Елом Купером на органі. Ділан вже виступав у Ньюпорті в 1963 і 1964 роках, але цього разу оплески супроводжувалися незадоволеним гулом, тож музикант вирішив покинути сцену після трьох пісень. За однією з версій, гул було чути з боку шанувальників фолк-музики, які були обурені несподіваною появою Ділана з електрогітарою. За словами Маррея Лернера, який займався зйомкою виступу, він був «абсолютно впевнений, що вони освистували Ділана за електричне звучання». Згідно з іншою версією, частина публіки була засмучена поганим звуком і коротким сет-листом музиканта. Купер, а також один з організаторів фестивалю, підтримали цю думку, останній наголосив, що незадоволені вигуки були реакцією на заяву ведучого про те, що часу вистачить тільки на короткий концерт музиканта.
Втім, виступ Ділана викликав ворожу реакцію з боку фолк-спільноти. У вересневому випуску журналу Sing Out! Юен Маккол писав: «Наші традиційні пісні і балади — це творіння надзвичайно талановитих артистів, що працюють в дисциплінах, сформованих з плином часу… „А як щодо Боббі Ділана?“ кричать обурені підлітки … Тільки абсолютно лояльна аудиторія, виплекана водянистою кашею поп-музики, могла купитись на таку другосортну нісенітницю». Втім, згодом експерти сходилися на думці, що «попри незадоволеність, а часом навіть гнів любителів фолк-музики», музикант завоював більше прихильників, ніж втратив. 29 липня, через чотири дні після Ньюпортського фестивалю, Ділан повернувся в нью-йоркську студію, записавши пісню «Positively 4th Street». Текст пісні містив образи помсти і параної, пізніше він був інтерпретований як досить різкий випад музиканта в бік своїх колишніх колег з фолк-руху — друзів, яких він знав по клубах заходу 4-ї вулиці Манхеттена.

#### Highway 61 Revisited і Blonde on Blonde
У липні 1965 року сингл «Like a Rolling Stone» досягнув 2-го і 4-го рядків у чартах відповідно США і Великої Британії. За шість хвилин пісня змінила уявлення про звичний поп-сингл. Брюс Спрінгстін на церемонії прийняття Ділана до Зали слави рок-н-ролу, заявив: «вона звучала так, як ніби хтось відчинив двері в твій розум…». У 2004 і 2011 роках журнал Rolling Stone назвав «Like A Rolling Stone» «найкращою піснею всіх часів».
Композиція відкривала шостий альбом Ділана, Highway 61 Revisited, названий на честь дороги, яка привела Ділана з Міннесоти в музичний епіцентр Нового Орлеана. Інші пісні альбому продовжували музичний настрій хіт-синглу, чому сприяли блюзова гітара Майкла Блумфілда і рок-н-рольний орган Ела Купера. Єдиним винятком була заключна композиція «Desolation Row» — мелодія якої побудована на звуці акустичної гітари і лаконічного басу. У її тексті Ділан посилався на відомих персонажів Західної культури, а також на біблійні та історичні події. Рок-музикант Енді Гілл так описав цю пісню: «епопея з 11-ти хвилин ентропії, яка набуває форми феллінієвського параду гротеску, з величезною кількістю знаменитих персонажів: історичних (Ейнштейн, Нерон), біблійних (Ной, Каїн та Авель), вигаданих (Офелія, Ромео, Попелюшка), літературних (Т. С. Еліот і Езра Паунд), і навіть тих, що не вписуються в жодну з цих категорій, таких як, Доктор Мерзота і його підозріла медсестричка».
Для просування альбому Ділан організував два виступи в США, разом з Елом Купером і Гарві Бруксом, які були музикантами його студійної команди, а також Роббі Робертсоном і Левоном Гелмом, колишніми учасниками гурту Ронні Гокінса — The Hawks. Перший концерт відбувся 28 серпня на тенісному стадіоні Форест-Гіллз, музиканти були приголомшені реакцією аудиторії, яка все ще була незадоволена електричним звуком Ділана. Втім, ставлення до них на наступному концерті, 3 вересня в Голлівуд-Боул, було більш привітним.
24 вересня в Остіні стартував шестимісячний гастрольний тур Ділана, під час якого він подорожував по містах Північної Америки. Разом з ним вирушили в турне п'ять музикантів з гурту The Hawks, які незабаром сформували колектив The Band. Попри те, що аудиторія ставала все лояльнішою до нового репертуару музиканта, публіка трохи охолола до його студійних робіт. У зв'язку з цим продюсер Боб Джонстон переконав Ділана спробувати записати щось у Нашвіллі, оточивши його професійними сесійними музикантами. У лютому 1966 року на прохання Ділана для участі в сесіях з Нью-Йорка прилетіли Робертсон і Купер. Результатом роботи став подвійний альбом Blonde on Blonde (1966), звучання якого автор описав як «тонкий звук дикої ртуті». У свою чергу, Ел Купер назвав цей запис «зіштовхуванням двох культур, яке спричиняє величезний вибух»: музичного світу Нешвілла і світу «типового нью-йоркського хіпстера» Боба Ділана.
22 листопада 1965 року Ділан таємно одружився з 25-річною моделлю Сарою Лаундс. Робертсон згадує як вранці йому зателефонували і попросили супроводжувати пару до РАЦСу, після чого вони вирушили на прийом організований Елом Гроссманом в готелі «Algonquin». Деякі з друзів Ділана, включаючи Джека Елліотта, казали, що після весілля Ділан категорично заперечував факт одруження. У лютому 1966 року журналістка Нора Ефрон опублікувала цю новину в газеті «Нью-Йорк пост» під заголовком «Тссс! Боб Ділан одружився».
У травні 1966 року Ділан провів гастрольний тур по містах Австралії і Європи. Кожне шоу складалося з двох частин: спочатку музикант виступав сольно, акомпануючи собі на акустичній гітарі та губній гармоніці, у другій частині до нього приєднувалися The Hawks, з якими він виконував «електричний» матеріал. Цей контраст дратував багатьох фанатів співака, які вигукували насмішки і повільно, презирливо плескали в долоні. Тур завершився бурхливої сутичкою між Діланом і його прихильниками, під час виступу музиканта в манчестерській «Залі вільної торгівлі» — 17 травня 1966 року.
Згодом аудіозапис концерту вийшов на збірці The Bootleg Series Vol. 4: Bob Dylan Live 1966, The «Royal Albert Hall» Concert. У розпал вечора один з глядачів, обурений електричним супроводом Ділана, закричав: «Юда!». На що Ділан парирував: «Я тобі не вірю … Ти брехун!», після цього він повернувся до інших музикантів, які почали виконувати фінальну пісню вечора — «Like a Rolling Stone», і наказав їм: «Грати її страшенно голосно!».
За словами очевидців, під час турне 1966 року Ділан був виснажений і поводився «як ніби це були останні гастролі в його житті». Донн Аланн Пеннебейкер, який знімав документальний матеріал про це турне, згадував, що Ділан «взяв [із собою] багато амфетамінів і бо-зна ще чого». 1969 року, під час інтерв'ю Джанну Веннеру, музикант заявив: «Я гастролював майже п'ять років, це спустошило мене, я загруз в наркотиках, в багатьох речах… просто щоб протриматися, розумієте?». 2011 року виявлено інтерв'ю, яке Роберт Шелтон записав у 1966 році. У ньому Ділан розповідав, що вживав героїн в Нью-Йорку: «Я був абсолютно виснажений деякий час… Я витрачав по 25 доларів на день за дозу…».
Втім, деякі представники преси поставили під сумнів слова музиканта, стверджуючи, що Ділан «розповідав репортерові дику брехню про своє минуле, від перших днів своєї кар'єри».
1984 року, під час бесіди з журналістом Rolling Stone, Ділан і взагалі заявив, що «ніколи не вживав будь-яких видів наркотиків».

#### Аварія та самітництво

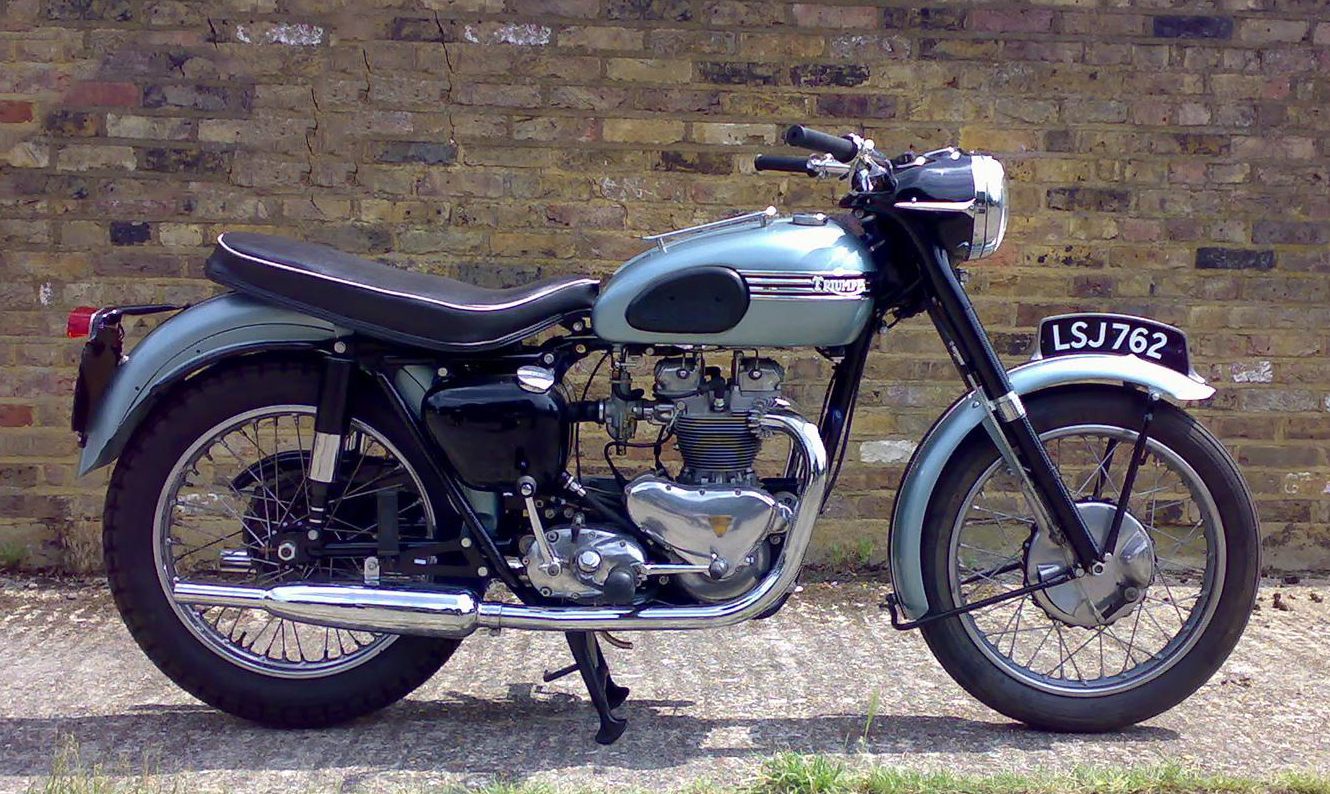
Мотоцикл моделі Triumph Tiger 100, на якому потрапив в аварію Боб Ділан

Після повернення Ділана до Нью-Йорка тиск на музиканта тільки зріс. Телевізійна мережа ABC заплатила аванс за трансляцію документального фільму Пеннебейкера про турне і просила надати готову копію матеріалу. Його літературний видавець, Macmillan Publishers, вимагав завершити рукопис роману «Тарантул», а менеджер Альберт Гроссман запланував нові гастролі на другу половину року.
29 липня 1966 року Ділан зазнав аварії на мотоциклі Triumph Tiger 100 (об'ємом 500 куб. см) біля свого будинку у Вудстоку. Хоча музикант ніколи не розкривав тяжкість отриманих травм, під час одного з інтерв'ю він зізнався, що зламав кілька шийних хребців. Обставини аварії залишилися таємницею, оскільки туди не викликали швидку допомогу і Ділан не був госпіталізований.
Згодом біографи Ділана відзначали, що цей інцидент дав змогу музикантові сховатися від нагромадженого навколо нього тиску і піти в тінь. Ділан підтвердив цю версію у своїй автобіографії: «Я потрапив у мотоциклетну аварію, покалічився, але одужав. А по правді сказати — мені хотілося вискочити з цих щурячих перегонів». Музикант усунувся від публічних заходів — за винятком кількох концертних виступів, а також не здійснював турне протягом восьми років.
Як тільки музикант оговтався від аварії і зміг відновити творчу діяльність, він почав редагувати документальний фільм Пеннебейкера про свої гастролі. Керівництво ABC побачило грубий монтаж фільму, однак забракувало його, заявивши, що стрічку не зрозуміє широка аудиторія. Згодом фільм вийшов під назвою «З'їж документ» на бутлегових копіях і його продемонстрували на кількох кінофестивалях. 1967 року він почав записувати матеріал разом з The Hawks у себе вдома (в т. н. «Червоній кімнаті»), після чого робота продовжилася в підвалі котеджу The Hawks (прозваного — «Big Pink»; в якому була невелика студія), розташованого неподалік. Ці пісні, спочатку зібрані як демозаписи для інших артистів, згодом стали хітами в репертуарі таких виконавців як Джулі Дрісколл і Brian Auger and the Trinity («This Wheel's on Fire»), The Byrds («You Ain't Goin' Nowhere», «Nothing Was Delivered») і Manfred Mann («Mighty Quinn»). 1975 року лейбл Columbia Records випустив вибрані записи цих сесій на альбомі The Basement Tapes. Протягом наступних десятиліть більше пісень, записаних Діланом і The Hawks на тих сесіях, з'явилися у вигляді самопальних бутлегі, проте, у 1990 році їх вирішили випустити на офіційній основі — п'ятидискове видання містило 107 пісень, а також альтернативні дублі композицій. Через кілька місяців після сесій The Hawks записали альбом Music from Big Pink, використавши матеріал пісень, написаних у підвалі «Big Pink», і змінили назву на The Band, тим самим розпочавши свій власний творчий шлях.
У жовтні 1967 року Ділан повернувся до Нешвілла, де пробув до листопада. Після дев'ятнадцятимісячної перерви музикант приступив до студійної роботи, під час якої йому акомпанували: Чарлі Маккой (бас), Кенні Баттрі (ударні) та Піт Дрейк (сталева гітара). Підсумком сесій став альбом «John Wesley Harding» — медитативна робота музиканта, що містить короткі пісні засновані на сюжетах Американського Заходу і Біблії. Лаконічна композиційна структура і мінімалістичний набір студійної апаратури, разом з текстами, які серйозно розглядають иудохристианську традицію, різко контрастували не лише з минулою творчістю Ділана, але й загалом з «психоделічним чадом» 1960-х. Одним з найвідоміших творів платівки була пісня «All Along the Watchtower», написана за мотивом книги Ісаї (21:5-9). Згодом її переспівав Джимі Гендрікс, чию версію сам Ділан визнав «канонічною». 3 жовтня 1967 року помер Вуді Гатрі. Ділан узяв участь у концерті його пам'яті, який відбувся в Карнегі-хол, вперше за 20 місяців виступивши разом з гуртом The Band.
Наступна платівка Ділана, Nashville Skyline (1969), була записана в жанрі мейнстримового кантрі. У роботі над ній взяли участь сесійні музиканти з Нешвілла, сам Ділан продемонстрував ширший вокальний діапазон. На думку низки ЗМІ, голос Ділана на цій платівці звучав м'якше порівняно з попередніми альбомами виконавця, так оглядач журналу «Variety» зазначав: «Ділан виразно займається тим, що можна назвати співом. Якимось чином йому вдалося додати ще одну октаву у свій діапазон». На підтримку платівки вийшов хіт-сингл — «Lay Lady Lay». Крім того, Ділан записав серію дуетів з Джонні Кешом, однак на альбом потрапила тільки одна спільна пісня «Girl from the North Country».
У травні 1969 року Ділан взяв участь у першому епізоді вар'єте-шоу Джонні Кеша, де виконав три пісні: «Girl from the North Country» (разом з Кешем), а також «Living the Blues» і «I Threw It All Away» (сольно).
Влітку того ж року музиканта запросили на фестиваль Вудсток, однак він віддав перевагу іншому заходу — фестивалю Isle of Wight, виступ на якому відбувся 31 серпня в супроводі гурту The Band.

### 1970-ті
Ділан почав 1970-ті роки з випуску подвійного альбому «Self Portrait», до якого увійшли композиції інших музикантів, інструментальні треки, а також чотири пісні, які він виконав разом з гуртом The Band на фестивалі «Isle of Wight». Згодом Ділан заявляв, що посередній вміст Self Portrait був відповіддю для тих, хто все ще вважав його «голосом покоління» і хто сподівався на його повернення до контркультурного руху 1960-х, від якого музикант відійшов після John Wesley Harding. Хоча лонгплей дістався найвищої сходинки чарту Великої Британії, але отримав низькі оцінки від музичної преси.
Багато представників ЗМІ критикували запис, так Грейл Маркус з Rolling Stone почав свою статтю словами «Що це за лайно?», йому вторив Дейв Марш, який назвав його «найбільш провальним з подвійних альбомів, які видали провідні співаки». В жовтні 1970 року вийшов альбом New Morning, який розцінили як повернення Ділана до колишньої форми — наприклад, рецензія журналу «Rolling Stone» вийшла під заголовком «Боб Ділан знову з нами!». Платівка містила пісню «Day of the Locusts», у якій музикант саркастично прокоментував отримання почесного ступеня від Принстонського університету (9 червня 1970 року). Низку композицій («New Morning», «Father of Night» і «Three Angels») написано для театральної постановки «Scratch» (музичної версії п'єси «The Devil and Daniel Webster») на прохання драматурга Арчибальда Макліша, проте проєкт так і не був реалізований. У листопаді 1968 року Ділан і Джордж Харрісон склали пісню «i'd Have You Anytime»; 1970 року вона увійшла в потрійний соло-альбом Гаррісона All Things Must Pass, разом з ще однією композицією за авторством Ділана — «If Not for You». 1971 року Ділан взяв участь в організованому Гаррісоном Гонцерті для Бангладешу — що стало сюрпризом для глядачів, оскільки про це не було оголошено заздалегідь, згодом низка ЗМІ відзначили, що живі виступи музиканта стали рідкістю.
З 16 по 19 березні 1971 року Ділан зарезервував на три дні студію Blue Rock, невелике приміщення в Гринвіч-Віллидж, для спільної роботи з Леоном Расселом. Під час цих сесій записано пісню «Watching the River Flow», а також нову версія композиції «When I Paint My Masterpiece». 4 листопада 1971 року Ділан записав пісню «George Jackson», яку випустив через тиждень. Для багатьох зміст синглу став несподіванкою, оскільки музикант знову повернувся до тематики протесту, присвятивши його вбивству активіста Чорних пантер Джорджа Джексона у в'язниці Сан-Квентін. У вересні 1972 року Ділан взяв участь у записі платівки Стіва Гудмана Somebody Else's Troubles, де зіграв на фортепіано під псевдонімом Роберт Милквуд Томас (посилання на п'єсу «Under Milk Wood» поета Ділана Томаса і його власне попереднє ім'я).
У 1972 році Ділан став композитором фільму Сема Пекінпи «Пет Герретт і Біллі Кід», написавши для нього музику і кілька нових пісень, згодом виданих окремою звуковою доріжкою — Pat Garrett & Billy the Kid. Крім цього, Ділан зіграв невелику роль бандита на ім'я Еліас, засновану на реальному історичному персонажеві. Попри те, що фільм провалився в прокаті, пісня «Knockin' on Heaven's Door», яка звучить у ньому, з часом стала одним з творів Ділана, на які написано найбільше каверів.
Того ж року Ділан взяв участь у протесті проти депортації Джона Леннона і Йоко Оно, які були засуджені за зберігання марихуани, надіславши листа на адресу Імміграційну службу США зі словами: «Хай живуть Джон і Йоко. Нехай вони залишаться тут живуть і дихають. У країні повно вільного місця. Нехай Джон і Йоко залишаться!».

#### Повернення до гастролей

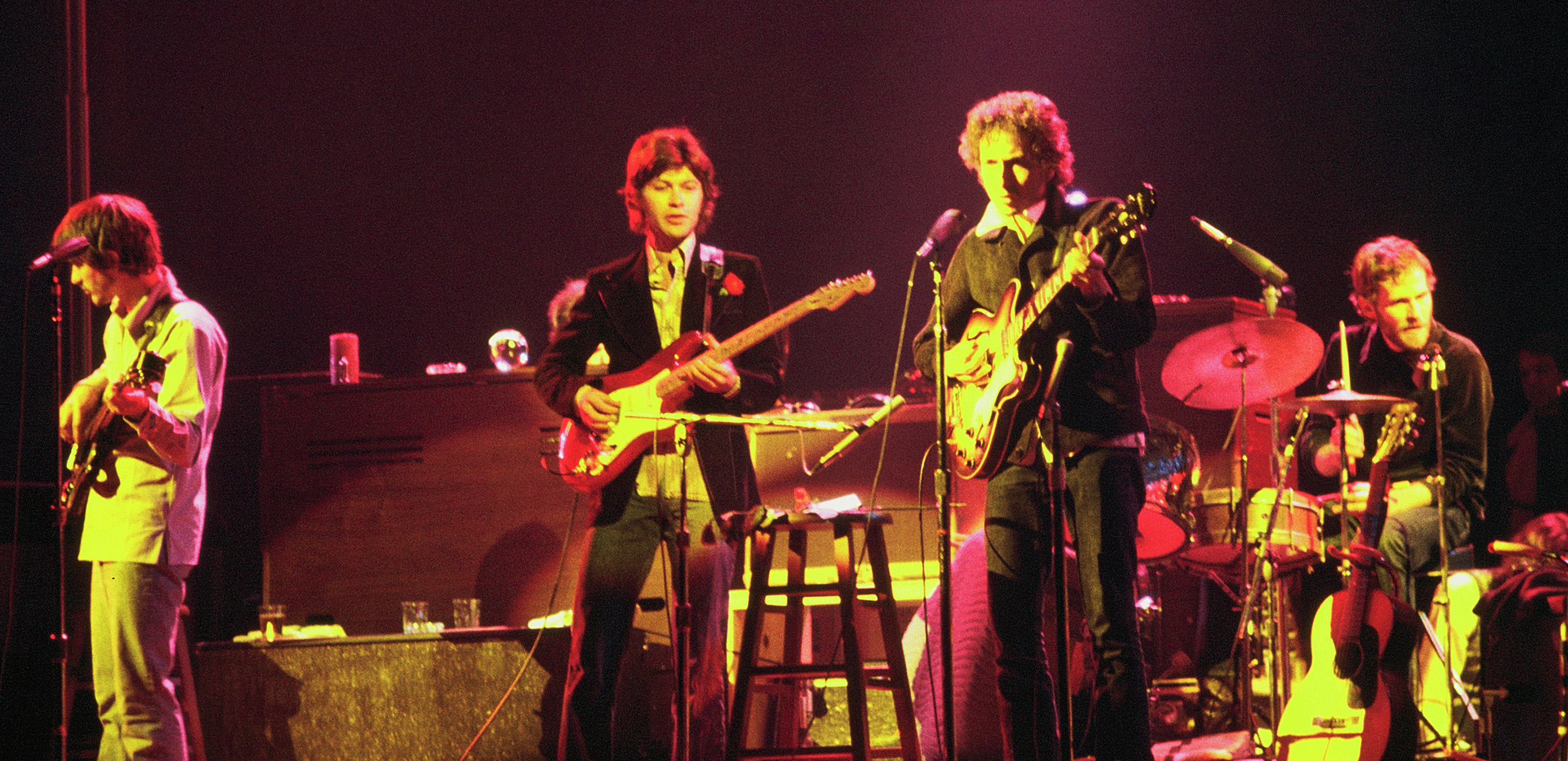
Боб Ділан і гурт The Band виступають у Чикаго під час спільного турне, 1974 рік

1973 рік Ділан розпочав, уклавши новий контракт з лейблом Девіда Геффена Asylum Records, після того як закінчився строк його угоди з Columbia. Співпраця Ділана з лейблом розпочалася випуском альбому «Planet Waves», записаного з гуртом The Band з розрахунком на наступні гастролі. Лонгплей включав дві версії пісні «Forever Young», яка стала однією з найпопулярніших композицій музиканта. За словами біографа Клінтона Гейліна, пісня виокремлювала «щось піднесене і проникливе, коли в Ділані говорить батько», музикант підтверджував цю версію: «Я написав її думаючи про одного зі своїх синів, намагаючись не бути занадто сентиментальним». Письменник Говард Саунс конкретизував, що пісня присвячена Джейкобу Ділану.
Одночасно на лейблі «Columbia Records» вийшов альбом «Dylan» — колекція записаного музикантом в студії матеріалу (майже повністю складається з кавер-версій). Багато хто розцінив цей реліз як помсту з боку студії за підписання контракту з фірмою-конкурентом. 1973 року музикант опублікував «Writings and Drawings» — колекцію текстів і малюнків, які написав між 1961 і 1971 роками. Збірка містила близько 60 пісень, що не входять у жоден з його альбомів. У січні 1974 року Ділан повернувся на сцену, вирушивши в перше за сім років турне; у супроводі The Band він відіграв 40 концертів у Північній Америці. За підсумками гастролей вийшов подвійний концертний альбом «Before the Flood». За словами Клайва Девіса, успіхи Ділана на новому лейблі спонукали керівництво Columbia відправити йому лист, у якому повідомлялося, що вони «не пошкодують нічого, щоб повернути його у свої ряди». У свою чергу, сам Ділан був роздратований політикою Asylum, оскільки попри ажіотаж навколо його гастролей (залишилися незадоволеними мільйони запитів на квитки), Геффен продав лише 700 тис. копій Planet Waves. У підсумку Ділан вирішив повернутися в Columbia, які незабаром перевидали два його альбоми, що вийшли раніше на Asylum.
Після завершення гастролей Ділан і його дружина почали віддалятися один від одного. Він заповнив маленький червоний записничок серією пісень про стосунки і розставання, які стали основою альбому «Blood on the Tracks» записаного у вересні 1974 року. Проте, в процесі підготовки до випуску Ділан вирішив переробити половину пісень, перезаписавши їх на студії Sound 80 у Міннеаполісі, запросивши в помічники свого брата Девіда Ціммермана. Виданий на початку 1975 року Blood on the Tracks отримав змішані відгуки від профільної преси. Так, Нік Кент з NME поскаржився: «акомпанемент часто настільки поганий, що нагадує репетиційні записи». У свою чергу, рецензент Rolling Stone Джон Ландау зазначив, що «запис зроблено з типовою неохайністю». Однак, з часом критики визнали альбом одним з найбільших досягнень Ділана. Оглядач інформаційного порталу Salon Білл Вайман назвав «Blood on the Tracks»: «єдиним бездоганним альбомом [музиканта] і найкращим з тих, які він сам спродюсував; усі пісні побудовані з педантичною точністю. Це його найдушевніший і найсумніший альбом, і, здається, озираючись назад, [пісні] досягли найбільшої рівноваги балансу між всюдисущою логореєю середини 1960-х і свідомою концептуальною простотою післяаварійного періоду після».
Романіст Рік Муді схарактеризував альбом «найчеснішою розповіддю про кохання від початку і до кінця, з-поміж колись записаних на магнітну стрічку».
У середині того ж року Ділан написав баладу про боксера Рубіна Картера на прізвисько «Ураган», несправедливо засудженого за потрійне вбивство в 1966 році. Відвідини Картера у в'язниці надихнули музиканта написати пісню «Hurricane», у якій він висував версію про невинність спортсмена. Попри великий хронометраж — понад вісім хвилин — пісня вийшла як сингл, досягнувши 33-го місця в чарті Billboard. Згодом Ділан виконував її на кожному концерті свого наступного турне — Rolling Thunder Revue.
Під час цих гастролей разом з Діланом виступили понад 100 музикантів пов'язаних з фолк-сценою Грінвіч-Вілліджа, зокрема: Ті Боун Бернетт, Джек Елліотт, Джоні Мітчелл, Девід Менсфілд, Роджер Макгінн, Мік Ронсон, Джоан Баез, а також Скарлет Рівера, з якою музикант познайомився гуляючи по вулиці і помітивши скрипковий футляр у неї за спиною. Трупу супроводжував поет Аллен Гінзберг, відповідальний за постановку сценічних номерів для документального фільму, який знімав Ділан. Сценарій кінострічки мав написати молодий драматург Сем Шепард, але в підсумку він супроводжував турне як неофіційний літописець.

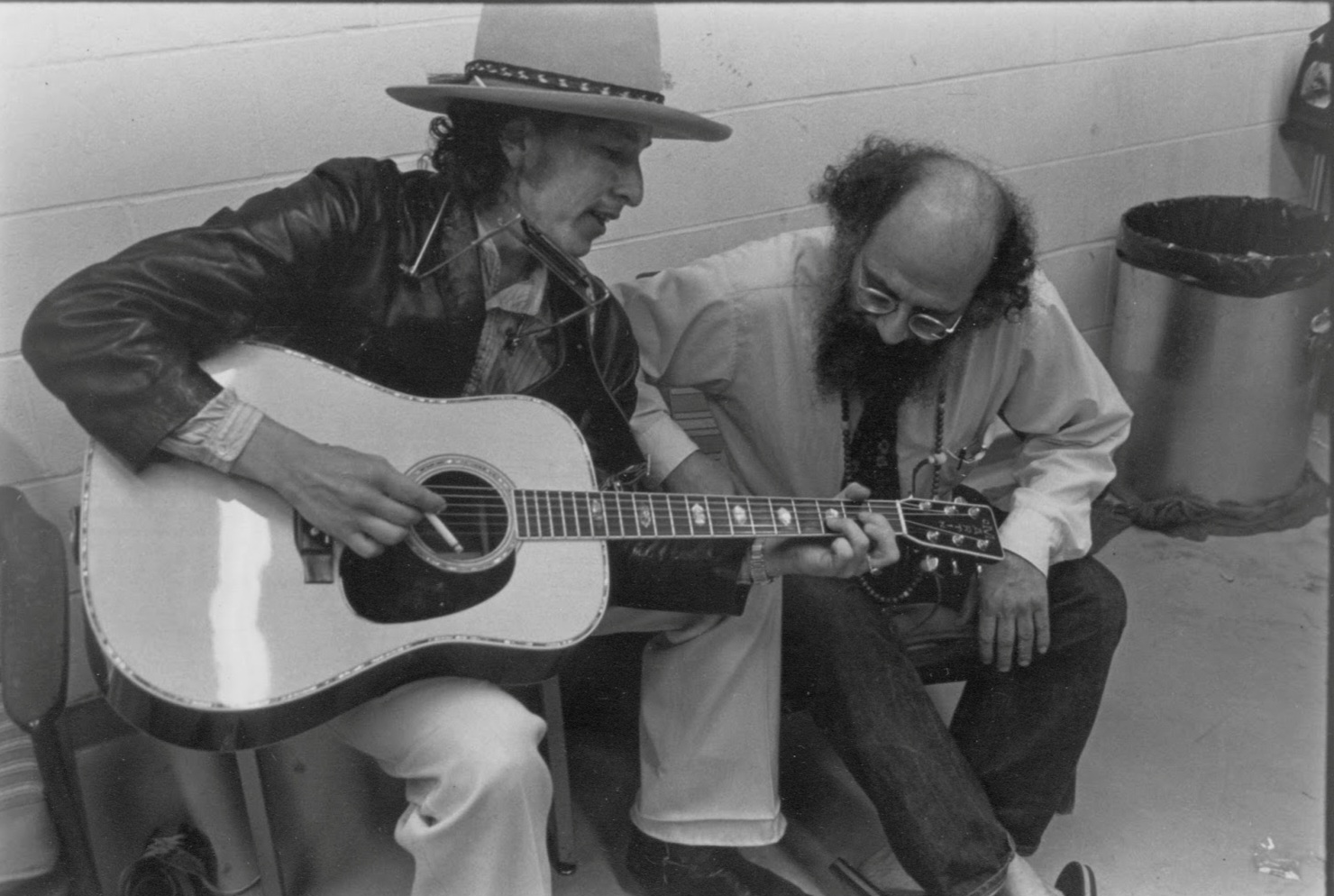
Боб Ділан і Аллен Гінзберг під час турне Rolling Thunder Revue, 1975 рік

Наступний студійний альбом Ділана — Desire, опублікований в перерві між двома частинами Rolling Thunder Revue, демонстрував розповідний стиль, близький до тревелогу, що було пов'язано з впливом співавтора музиканта — драматурга Жака Леві. Лонгплей став хітом по обидва боки Атлантики, отримавши схвальні відгуки преси (наприклад, редакція NME назвала його «Альбомом року») і вважається, поряд з попереднім диском, найуспішнішою платівкою Ділана 1970-х. Другу половину турне задокументовано в концертному альбомі Hard Rain (а також в однойменному телевізійному фільмі), який музична преса прийняла прохолодно. У свою чергу, записи першої половини турне, що отримала високі оцінки критиків, опубліковано лише 2002 року, як частину компіляції The Bootleg Series Vol. 5: Bob Dylan Live 1975, The Rolling Thunder Revue.
Турне 1975 року стало основою для чотиригодинного фільму Ділана «Ренальдо і Клара» — документальної стрічки, що містить концертні виступи, інтерв'ю і роздуми музиканта про свої пісні та життя. Фільм, що вийшов 1978 року, отримав погані, часто розгромні відгуки.
Пізніше того ж року вийшла скорочена, двогодинна версія фільму, яка містила переважно концертні зйомки.
У листопаді 1976 року Ділан з'явився на прощальному концерті гурту The Band. Гостями цього шоу стали такі артисти, як Мадді Вотерс, Ван Моррісон і Ніл Янг. Захід, організований у бальній залі Winterland у Сан-Франциско, відзняв режисер Мартін Скорсезе. Цей документальний фільм, який вийшов під назвою «Останній вальс», містив половину виступу Ділана.
Того самого року Ділан написав пісню «Sign Language», яку виконав разом з Еріком Клептоном на його платівці No Reason to Cry.

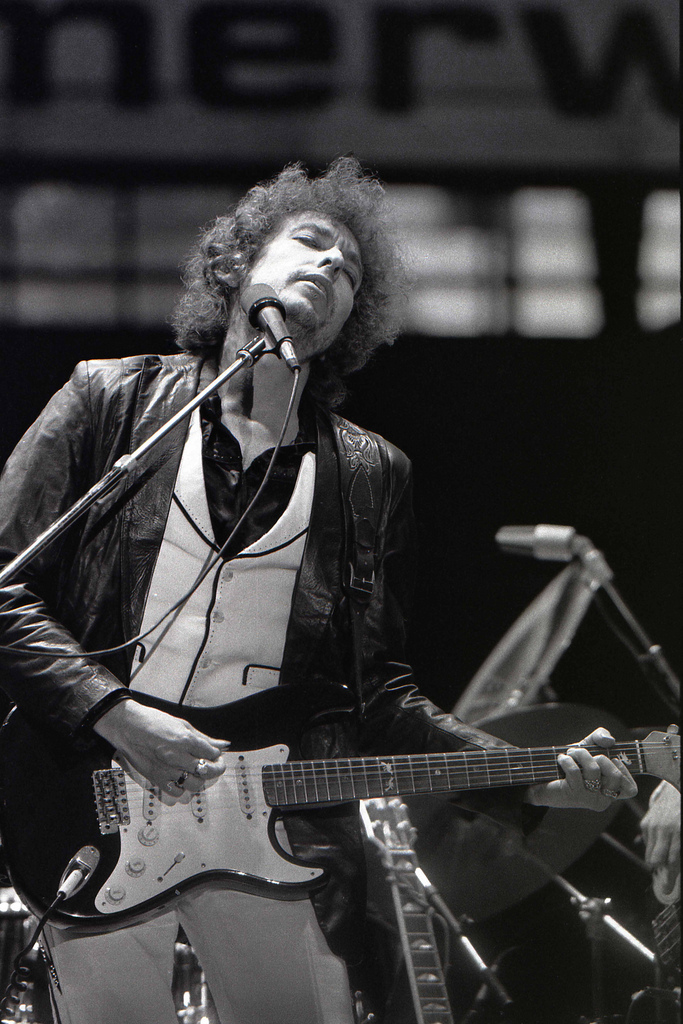
Ділан виступає на стадіоні футбольного клубу Феєнорд, Роттердам, 23 червня 1978 року

У 1978 році Ділан організував світове турне тривалістю понад рік, під час якого відіграв 114 концертів для аудиторії понад два мільйони осіб — у Японії, на Далекому Сході, в Європі та США. Спеціально для гастролей він зібрав новий ансамбль з восьми музикантів і трьох бек-вокалістів. Лютневі концерти в Токіо були записані на аудіо і вийшли як подвійний альбом наживо Bob Dylan at Budokan, який отримав неоднозначні оцінки. Так, критик Роберт Крістгау дав йому посередній рейтинг З+, а також написав досить глумливу рецензію, тоді як журналістка Rolling Stone en, навпаки похвалила музиканта, зазначивши, що: «Ці нові концертні версії старих пісень дають відчуття звільнення Боба Ділана від оригіналів».
У вересні 1978 року почалась американська частина гастролей, звук і візуальну складову якої ЗМІ описали як «Las Vegas Tour». За підсумками турне Ділан заробив 20 мільйонів доларів. В інтерв'ю Лос-Анджелес Таймс музикант зізнався, що у нього були борги і він пройшов через чорну смугу у своєму житті — «останні кілька років були жахливими. Я вклав багато грошей у фільм, побудував великий будинок… а розлучення в Каліфорнії коштує дуже дорого».
З квітня по травень 1978 року Ділан працював у студії Rundown Studios (Санта-Моніка, Каліфорнія), з тими самими музикантами і співаками, які взяли участь у турне. За підсумками сесій записано альбом Street Legal, який мав низькі продажі і став першим студійним лонгплеем музиканта за 14 років, що не потрапив до Top-10 чарту Billboard. Біограф Майкл Грей так описав платівку: «після „Blood On The Tracks“ це, можливо, найкращий запис Ділана у 1970-х: це фундаментальний альбом, який документує ключовий період в особистому житті Ділана». Проте, деякі журналісти розкритикували альбом за «похмуру і подавлену» атмосферу, а також за поганий звук і невдале зведення (приписуване студійним методам Ділана), через які губилися інструментальні деталі запису. Цю проблему частково вирішило перевидання платівки 1999 року на CD, що містить якіснішу версію оригінального матеріалу.

#### Християнський період
Наприкінці 1970-х років Ділан прийняв нову віру — євангельське християнство, пройшовши тримісячний курс паломництва в Асоціації церков «Виноградник»; і випустивши альбом на тему християнства в жанрі госпел. Slow Train Coming (1979) був записаний разом з Марком Нопфлером з Dire Straits, який акомпанував Ділану на гітарі, і спродюсований ветераном Ритм-енд-блюзу Джеррі Векслером. За словами Векслера, Ділан намагався євангелізувати його під час запису, розповідаючи продюсеру про свою віру, однак той заспокоїв музиканта: «Боб, ти маєш справу з 62-річним єврейським атеїстом. Давай просто запишемо альбом». Платівка дісталася 3-го місця хіт-параду Billboard, 1980 року одна з її пісень — «Gotta Serve Somebody» — здобула «нагороду Греммі» в категорії «Найкраще чоловіче вокальне рок-виконання». Виданий через рік другий «християнський» альбом Ділана, Saved, також «пронизаний євангельськими мотивами», однак, на відміну від хітового попередника, він отримав змішані відгуки преси. Біограф Майкл Грей описав його: «як найближчий до поняття „наступний альбом“ з коли-небудь записаних Діланом, „Slow Train Coming II“, але гірше [оригінал]». Під час гастролей, організованих на підтримку цих платівок, Ділан не виконував своїх старих світських творів, а натомість розмірковував про свою віру, звертаючись до публіки зі сцени:
|  | Багато років тому... казали, що я пророк. Я відповідав їм: «Ні, я не пророк», - на що вони вигукували, - «Безсумнівно, ти пророк». Я пояснював: «Ні, це не я». [Раніше] вони переконували мене в тому, що я був пророком. Тепер же я виходжу [на сцену] і кажу, Ісус Христос - це відповідь. [На що] вони заявляють: «Боб Ділан - не пророк». Вони просто не можуть прийняти цього. Оригінальний текст (англ.) Years ago they ... said I was a prophet. I used to say, "No I'm not a prophet" they say "Yes you are, you're a prophet." I said, "No it's not me." They used to say "You sure are a prophet." They used to convince me I was a prophet. Now I come out and say Jesus Christ is the answer. They say, "Bob Dylan's no prophet." They just can't handle it. |

Захопленість Ділана християнством виявилося незрозумілою деяким його фанатам і колегам по музичній сцені. Так, незадовго до свого вбивства Джон Леннон записав пісню «Serve Yourself» у відповідь на «Gotta Serve Somebody». Втім, у статті 1981 року публіцист Нью-Йорк Таймс Стівен Голден так писав про Ділана: «Ні вік (зараз йому 40 років), ні його широко розголошене звернення до народженого згори християнства не змінили його, по суті, іконоборчий характер».

### 1980-ті

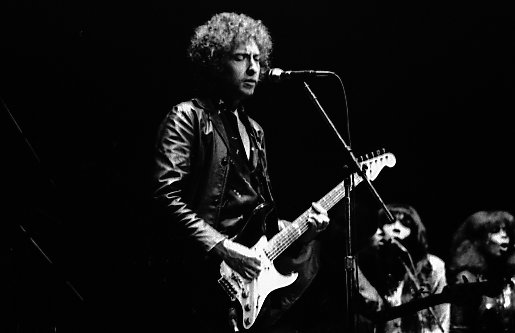
Боб Ділан на концерті в Торонто, 18 квітня 1980 року

Наприкінці 1980 року Ділан організував коротку серію концертів під назвою A Musical Retrospective, де знову почав виконувати свій репертуар 1960-х років. Крім того, в 1981 році вийшов альбом Shot of Love, записаний в період між березнем і травнем, який крім пісень християнської тематики містив перші композиції на світські теми за понад два роки. Деякі критики порівнювали одну з найвідоміших пісень платівки — «Every Grain of Sand» — з поезією Вільяма Блейка.
У 1980-х роках ставлення до записів Ділана варіювалося від шанобливих відгуків — Infidels (1983) до різкої критики Down in the Groove (1988). Майкл Грей розкритикував альбоми музиканта, записані в 1980-х, за недбале продюсування і нехтування найкращими піснями. Наприклад, під час роботи над платівкою Infidels, у якій знову брав участь Марк Нопфлер, цього разу як гітарист і продюсер, було записано кілька потенційних шлягерів, однак Ділан вирішив не включати їх в альбом. Серед забракованих пісень були: «Blind Willie McTell», присвячена покійному блюз-музиканту і роздумів про афро-американську історію, «Foot of Pride» і «Lord Protect My Child». Згодом всі вони увійшли в збірку The Bootleg Series Volumes 1–3 (Rare & Unreleased) 1961–1991.
У період з липня 1984 року по березень 1985 року Ділан записав Empire Burlesque. Мікшувати альбом найняли Артура Бейкера, відомого завдяки співпраці з такими артистами, як Брюс Спрінгстін і Сінді Лопер. Згодом Бейкер зізнавався, що відчував — його запросили, щоб зробити звучання Ділана «трохи більш сучасним». Преса зустріла платівку з прохолодою, журнал Time назвав її «записом виживання і пробною спробою тріумфу». І вона не потрапила навіть в Top-30 чарту Billboard.
У 1985 році Ділан взяв участь у записі пісні «We Are the World» — благодійного синглу ансамблю USA for Africa. Крім того, він приєднався до руху Артисти об'єднані проти апартеїду, заспівавши разом з групою відомих музикантів пісню «Sun City».
13 липня 1985 року Ділан взяв участь у концерті Live Aid на стадіоні JFK у Філадельфії — заході, що став своєрідною кульмінацією подій присвячених голоду в Ефіопії. За участю Кіта Річардса і Ронні Вуда з The Rolling Stones, музикант осучаснену версію «Hollis Brown», балади про сільську бідність, після чого звернувся до аудиторії концерту, яка перевищувала мільярд осіб: «Я сподіваюся, що частина грошей… можливо вони можуть взяти їх небагато, можливо… один — два мільйони, можливо… і використати їх для оплати іпотечних кредитів деяких тутешніх господарств і фермерів, які заборгували банкам». Музиканта широко розкритикували за ці слова, вважаючи їх недоречними. Проте, вони надихнули його колегу, Віллі Нельсона, на організацію серії заходів Farm Aid з метою допомоги американським фермерам—боржникам.
У квітні 1986 року Ділан поекспериментував з жанром реп, заспівавши у вступному куплеті пісні «Street Rock» платівки Кертіса Блоу Kingdom Blow. У липні 1986 року вийшов наступний студійний альбом музиканта — Knocked Out Loaded. Крім двох сольних композицій Ділана він містив три кавер-версії пісень Джуніора Паркера, Кріса Кристофферсона, а також євангельського гімну «Precious Memories») і три дуети (з Томом Петті, Семом Шепардом і Керол Баєр-Сейджер). Один з рецензентів зазначив, що «запис має занадто багато розгалужень, щоб постійно захоплювати, і деякі з цих розгалужень звертають з головної дороги, і безсумнівно, закінчуються глухим кутом. Такі нерівні записи бували в Ділана і до 1986 року, але вони не розчаровували до такої міри».
З часів The Freewheelin' (1963) це був перший альбом Ділана, який не потрапив у Top-50 чарту Bilboard. Згодом, деякі критики назвали 11-хвилинний епік «Brownsville Girl», складений у співавторстві з Семом Шепардом, творінням генія.
У 1986 і 1987 роках Ділан гастролював з гуртом Tom Petty and the Heartbreakers, на кожному концерті виконуючи кілька пісень разом з їхнім фронтменом — Томом Петті. Крім цього, у 1987 році він організував серію концертів з колективом Grateful Dead, випустивши на основі записаного матеріалу альбом наживо Dylan & the Dead. Лонгплей отримав низькі оцінки музичної преси, так Стівен Томас Ерлвайн з AllMusic назвав його: «цілком можливо, найгіршим альбомом Боба Ділана або Grateful Dead [або їх обох]».
У 1988 році музикант став ініціатором проєкту отримав неофіційну назву «Нескінченний тур». Турне стартувало 7 червня 1988 року виступом Ділана зі своїм концертним гуртом за участю Джорджа Едварда Сміта. Протягом наступних 20 років Ділан продовжував гастролювати з цією невеликою командою музикантів.

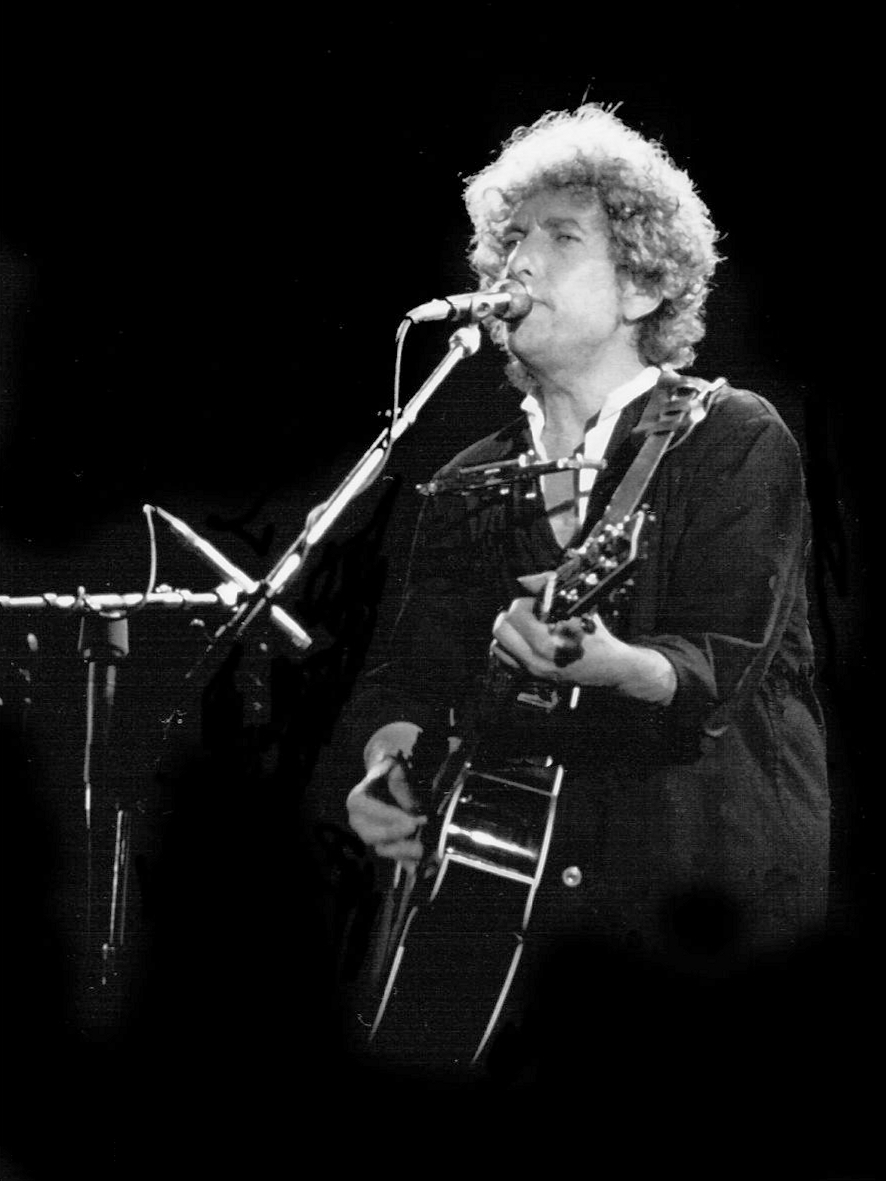
Боб Ділан на концерті в Барселоні, 1984 рік

1987 року Ділан знявся у фільмі Річарда Марканда «Вогняні серця», в якому зіграв Біллі Паркера, колишню рок-зірку, що став фермером, чия молода коханка (Фіона) залишає його заради талановитого синт-поп-музиканта, чию роль виконав Руперт Еверетт. Спеціально для саундтрека фільму Ділан написав дві нові пісні: «Night After Night» і «I Had a Dream About You, Baby», а також записав кавер-версію «The Usual» Джона Гаятта. Фільм вийшов уже після смерті режисера, він зазнав нищівної критики і провалився в прокаті. У січні 1988 року Ділана прийняли до Зали слави рок-н-ролу, урочисту промову виголосив музикант Брюс Спрінгстін:
|  | Я вперше почув Боба Ділана, коли ми з мамою слухали радіо WMCA в її автомобілі, мене немов блискавкою вразило, це звучало так, ніби хтось відчинив двері в твій розум … Як Елвіс звільняв твоє тіло, так Ділан звільняв твою свідомість, і демонстрував нам, що, хоча музика була фізичною, це не означало, що вона була анти-інтелектуальною. У нього були уява і талант, щоб написати поп-пісню яка вміщала в собі цілий світ. Він винайшов нову концепцію звучання поп-співака, подолав кордони, за які могла вийти музичний запис, і одразу змінив обличчя рок-н-ролу. |

Виданий у травні 1988 року Down in the Groove продавався ще гірше, ніж попередній альбом музиканта. На думку біографа Майкла Грея: «Сама назва підривала будь-який натяк на те, що всередині могла бути надихаюча робота. Цей диск ще більше знецінив тезу, що новий альбом Ділана — це щось значуще». Втім, через кілька місяців провал цієї платівки затьмарив успіх проєкту Traveling Wilburys. Ділан був одним із співзасновників цього супергурту, разом з Джорджем Гаррісоном, Джеффом Лінном, Роєм Орбисоном і Томом Петті. Наприкінці 1988 року їхній мультиплатиновий дебютний альбом Traveling Wilburys Vol. 1 досягнув 3-го місця в хіт-параді Billboard. Музична преса високо оцінила цей лонгплей, критики хвалили індивідуальний внесок Діланом і описували його пісні (він склав 3, а також був співавтором ще 1), як найдоступніші за довгі роки. Попри смерть Орбісона у грудні 1988 року, четверо музикантів, що залишились, записали ще один альбом травні 1990 року під назвою Traveling Wilburys Vol. 3.
Ділан завершив десятиліття на високій ноті — спродюсований Деніелом Лануа альбом Oh Mercy повернув музиканту прихильність критиків. Майкл Грей описав запис словами: «Уважно написана, вокально-самобутня, музично-тепла і безкомпромісно-професійна, ця цілісна робота найближча до звання найкращого альбому Боба Ділана 1980-х». Балада про втрачене кохання «Most of the Time», що згодом стала однією з центральних музичних тем фільму «Фанатик», а композицію «What Was It You Wanted?» преса інтерпретувла як катехізис музиканта — іронічне висловлювання стосовно очікувань від нього критиків і шанувальників. У свою чергу, деякі рецензенти розцінили релігійні образи пісні «Ring Them Bells», як ще одне підтвердження глибокої віри музиканта.

### 1990-ті
Ділан почав десятиліття випуском платівки Under the Red Sky, в тематичному плані повністю протилежної «серйозній» атмосфері Oh Mercy. Альбом містив кілька нехитрих пісень, зокрема «Under the Red Sky» і «Wiggle Wiggle», і присвячувався «Gabby Goo Goo» — прізвисько дочки Ділана і Керолін Денніс (другої дружини музиканта), Дезайрі Габріеллі Денніс-Ділан, якій виповнилося чотири роки. Серед запрошених музикантів, які взяли участь в роботі над платівкою, були: Джордж Гаррісон, Слеш, Девід Кросбі, Брюс Горнсбі, Стіві Рей Вон і Елтон Джон. Попри зірковий склад, преса холодно зустріла запис і він мав низькі продажі.
1991 року Ділан став лауреатом премії «Греммі» за «Життєві досягнення», нагороду вручав американський актор Джек Ніколсон.
Ця подія збіглась із війною в Перській затоці проти Саддама Хусейна. Ділан виступив на церемонії з піснею «Masters of War», після чого виголосив коротку промову: «Мій тато якось сказав мені, він сказав: „Синку, ти можеш настільки позбутися честі в цьому світі, що твої власні мати і батько відвернутися тебе. Якщо це станеться, то Бог буде продовжувати вірити в твою здатність повернутися на шлях істинний“». Як виявилося згодом, це звернення було цитатою німецько-єврейського інтелектуала XIX століття, рабина Шимшона Рафаеля Гірша.

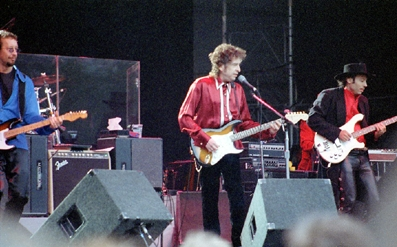
Ділан на концерті в Стокгольмі, 1996 рік

Упродовж наступних кількох років Ділан повернувся до своїх музичних витоків, записавши альбоми в жанрах фолк і блюз: Good as I Been to You (1992) і World Gone Wrong (1993), на яких представлено авторську інтерпретацію відомих американських пісень, а також оригінальні композиції в акустичному форматі. Багато критиків і меломанів особливо відзначили гарну баладу «Lone Pilgrim», написану вчителем у XIX столітті. 16 жовтня 1992 року в Медісон-сквер-гарден відбувся концерт присвячений 30-річчю творчої діяльності музиканта.
Захід було знято на відео, а також вийшло у вигляді концертного альбому The 30th Anniversary Concert Celebration. В записі концерту взяли участь багато відомих музикантів, які виконували класичні пісні Ділана, зокрема: Джон Мелленкемп, Стіві Вандер, Лу Рід, Джонні Кеш, Ерік Клептон, Ніл Янг, Джордж Гаррісон і Кріссі Хайнд, крім цього, наприкінці виступив сам Ділан.
У листопаді 1994 року Ділан записав два концерти для шоу MTV Unplugged. За словами музиканта, його первісна ідея виконати традиційні американські пісні (в дусі двох попередніх альбомів) не здобула підтримки з боку керівництва фірми Sony Pictures, яке наполягало на хітах. За підсумками шоу вийшов альбом MTV Unplugged, який містив найвідоміші пісні Ділана, а також композицію «John Brown», яку музикант склав у 1962 році, але не випускав раніше. Пісня присвячується безсенсовості будь-яких військових дій.
За словами дорожного менеджера музиканта, Віктора Меймадеса, Ділан остаточно відмовився від алкоголю в 1994 році.
Мэймадес зазначав, що після цього музикант став «більш інтровертним і трохи менш соціалізованим». Ділан написав близько десятка пісень перебуваючи на своєму ранчо в Міннесоті під час затяжного снігопаду. Маючи матеріал на руках музикант зарезервував студію Criteria Studios, знов запросивши для роботи продюсера Деніела Лануа. Невдовзі після завершення запису, який за чутками проходив у напруженій атмосфері, Ділан потрапив до шпиталю з небезпечною серцевою інфекцією, перикардитом, викликаною гістоплазмозом. Музикант був змушений скасувати свої європейські гастролі, проте невдовзі пішов на поправку і залишив лікарню, зі словами: «Я справді думав, що скоро побачу Елвіса». Він відновив турне в середині року, виступивши перед папою Іваном Павлом II на Всесвітній євхаристійній конференції в Болоньї. Після цього, Папа Римський прочитав перед аудиторією понад 200 000 осіб проповідь, яка була заснована на тексті пісні «Blowin' in the Wind».
У вересні 1997 року вийшов Time Out of Mind — найуспішніший альбом Ділана за сім років, в якому йдеться про кохання і хворобливу рефлексію музиканта. Його продюсером знову був Лануа. Редактор порталу AllMusic Стівен Томас Ерлвайн писав у своїй рецензії: «Пісні однаково сильні самі по собі, і разом роблять альбом найкращою збіркою пісень Ділана за останні роки». Альбом отримав три премії «Греммі» в категоріях: «Альбом року», «Найкращий сучасний фолк-альбом», а також «Найкраще чоловіче вокальне рок-виконання», за пісню «Cold Irons Bound». Під час спічу Лануа наголосив: «Слова були важкими, глибокими, відчайдушними, сильними, і вони прийшли до нас, проживши кілька життів, які, я вважаю, Боб прожив теж. Тому це саме той запис, який я хотів зробити».
У грудні 1997 року президент США Білл Клінтон вручив Ділану нагороду за внесок в американську культуру, Медаль центру Кеннеді, у Східній залі Білого дому, сказавши у своїй промові: «Він, напевно, сильніше вплинув на людей мого покоління, ніж будь-який інший творчий артист. Його голос і лірика не завжди були легкими для вуха, але впродовж усієї своєї кар'єри Боб Ділан ніколи не прагнув догодити. Він виводив з рівноваги і порушував спокій можновладців».
1998 року вийшла збірка The Bootleg Series Vol. 5: Bob Dylan Live 1975, The Rolling Thunder Revue, що складається з матеріалу, який музикант записав під час концерту в лондонському Альберт-холлі. 1999 року Ділан вирушив у спільний північноамериканський тур з Полом Саймоном, під час якого музиканти чергувалися в статусі гедлайнерів, а всередині концертів виступали разом. Гастролі проходили з 1 червня по 18 вересня і отримали позитивні відгуки з боку музичних журналістів.

### 2000-ні
Ділан почав нове тисячоліття з кількох перемог. У травні 2000 року став лауреатом нагороди «Polar Music Prize». Після цього виграв премії «Оскар» і «Золотий глобус» за пісню «Things Have Changed», написану для фільму «Вундеркінди». Деякі журналісти стверджували, що музикант брав точну копію «Оскара» на гастролі, розміщуючи статуетку на одному з підсилювачів.
11 вересня 2001 року вийшов альбом Love and Theft. Ділан спродюсував альбом самостійно, під псевдонімом Джек Фрост, крім нього, в записі брали участь музиканти його гастрольного гурту. Платівка була добре прийнята музичними критиками, серед іншого очоливши списки кращих альбомів року Rolling Stone і The Village Voice, і отримала кілька номінацій на «Греммі». Рецензенти відзначили, що Ділан розширив свою музичну палітру, додавши елементи таких жанрів, як: рокабілі, вестерн свінг, джаз і навіть лаунж".
Втім Love and Theft викликав невеликий скандал у пресі, після того як журналіст Уолл-стріт джорнел вказав на подібність між текстами альбому і змістом книги «Сповідь якудзи» японського письменника Дзюніті Саги.
Згодом Ділан визнав цитування рядків, однак наголошував, що такі цитати були зроблені для «збагачення» фолковой та джазової музики. Рік по тому вийшла компіляція The Bootleg Series Vol. 5: Bob Dylan Live 1975, The Rolling Thunder Revue, яка містить записи з однойменного турне.
2003 року записано триб'ют-альбом Gotta Serve Somebody: The Gospel Songs of Bob Dylan, повністю присвячений євангельським пісням «християнського періоду» Боба Ділана. Того ж року він взяв участь у створенні фільму «Шоу століття», написавши для нього сценарій (під псевдонімом Сергій Петров) у співавторстві з режисером Ларрі Чарльзом, а також виконавши головну роль — Джека Фейта. Разом з Діланом у стрічці знялися такі зірки Голлівуду як Джефф Бріджес, Пенелопа Крус і Джон Гудмен. Фільм отримав змішані відгуки критиків: багато хто вважав його «нерозбірливою мішаниною»; інші ж побачили в ньому серйозний твір мистецтва. У жовтні 2004 року Ділан опублікував першу частину автобіографії «Хроніки». Всупереч очікуванням, музикант присвятив три розділи книги своєму першому року життя в Нью-Йорку (1961—1962), практично проігнорувавши середину 1960-х років, коли він був у зеніті слави. Окремі розділи присвятив альбомам «New Morningі  «Oh Mercy». У грудні книга досягнула 2-го рядка у списку бестселерів «Нью-Йорк Таймс» і була номінована на Національну книжкову премію США. Того ж року вийшла збірка The Bootleg Series Vol. 6: Bob Dylan Live 1964, Concert at Philharmonic Hall.
2005 року вийшов документальний фільм «Нема шляху назад: Боб Ділан» режисера Мартіна Скорсезе, дебютний показ якого відбувся 26-27 вересня на телеканалах PBS (США) і BBC Two (Велика Британія). Біографічна стрічка була присвячена періоду з моменту прибуття Ділана до Нью-Йорку в 1961 році до його мотоциклетної аварії в 1966-му, крім іншого, в ній присутні інтерв'ю з С'юз Ротоло, Ліамом Кленсі, Джоан Баез, Алленом Гінсбергом, Пітом Сіґером, Мевіс Стейплс і самим Діланом. У квітні 2006 року фільм здобув премію «Пібоді» і премію «Колумбійського університету» в січні 2007-го. Саундтрек кінострічки включав невидані пісні ранньої кар'єри музиканта, які вийшли на окремою збіркою The Bootleg Series Vol. 7: No Direction Home: The Soundtrack.
3 травня 2006 року відбулася прем'єра щотижневої радіопередачі Ділана «Theme Time Radio Hour» на радіо XM Satellite Radio. Кожне шоу присвячувалося окремій темі. Ділан ставив у ефір композиції, починаючи з класичних і маловідомих пісень 1930-х років до сучасного матеріалу, зокрема, твори таких виконавців, як Blur, Прінс, LL Cool J і The Streets. Передачу високо оцінили і критики і прості глядачі, які називали її «чудовою», відзначаючи цікаву манеру оповіді автора і його фірмовий уїдливий гумор. У квітні 2009 року вийшов в ефір 100-й, фінальний, випуск радіопередачі, що отримав назву «Goodbye» — шоу закінчилося трансляцією композиції Вуді Гатрі «So Long, it's Been Good to Know Yuh».

### Modern Times

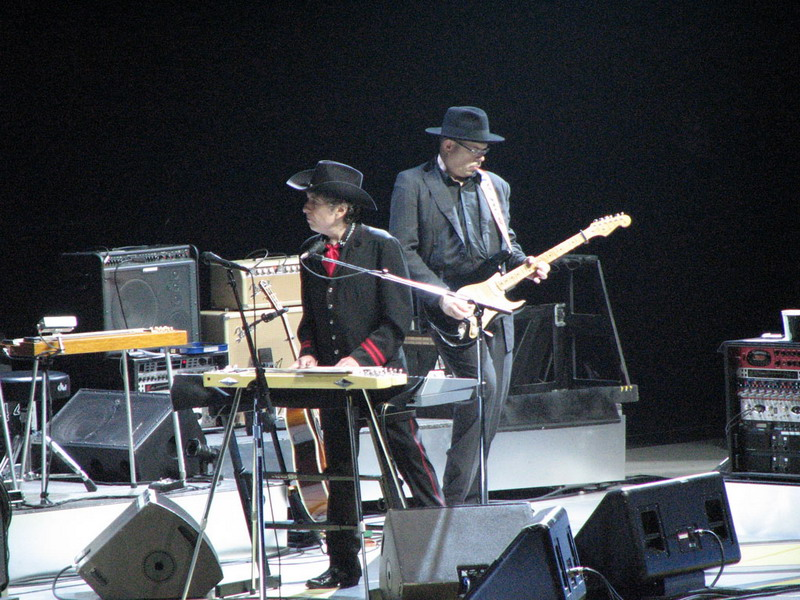
Ділан на концерті в Торонто, 2006 рік

29 серпня 2006 року вийшов альбом Modern Times. Попри деяке огрубіння голосу Ділана (рецензент з Гардіан описав вокал музиканта епітетом «катаральний передсмертний хрип»), більшість оглядачів похвалили запис, а багато хто схарактеризував його як завершальну частину успішної трилогії, що також охоплює платівки Time Out of Mind і Love and Theft.
Modern Times дебютував на 1-му місці чарту Billboard, тим самим повторивши результат альбому Desire 30-річної давнини.
У вересні того ж року газета Нью-Йорк Таймс опублікувала дослідження, в якому порівняла деякі тексти платівки з поезією Генрі Тімрода часів громадянської війни.
Modern Times був номінований на три премії «Греммі», перемігши у двох категоріях — «Найкращий сучасний альбом у стилі фолк/амерікана», а також «Найкраще сольне вокальне рок-виконання», за пісню «Someday Baby».
Крім цього, редакції журналів Rolling Stone і Uncut назвали його «Альбомом року».
Одночасно з виходом Modern Times, у магазині iTunes Store відбувся реліз Bob Dylan: The Collection — повної колекції альбомів музиканта в цифровому форматі (загалом 773 треки), бонусом до яких йшли 42 рідкісних треки, які раніше не видавались.
У 2007 році Ділана визнано найцитованішим автором серед американської колегії суддів та адвокатів, на його тексти посилалися 186 разів — проти 74 у The Beatles, які посіли друге місце. Серед тих, хто цитував Ділана, були Голова Верховного Суду США Джон Робертс і суддя Антонін Скалія, обидва консерватори. Серед найпопулярніших цитат Ділана фігурували: «Тобі не потрібен синоптик, щоб знати в яку сторону дме вітер» (англ. «you don't need a weatherman to know which way the wind blows») з «Subterranean Homesick Blues» і «Коли у тебе нічого немає, тобі нема чого втрачати» (англ. «when you ain't got nothing, you got nothing to lose») з «Like a Rolling Stone».
У серпні 2007 року вийшов біографічний фільм «Мене там немає» незалежного режисера Тодда Гейнса, відзначений кількома кінематографічними нагородами, зокрема спеціальним призом журі Венеційського кінофестивалю.
У роботі над стрічкою брала участь плеяда відомих акторів, шість з них — Крістіан Бейл, Кейт Бланшетт, Маркус Карл Франклін, Річард Гір, Гіт Леджер і Бен Вішоу — зіграли Ділана в різні періоди його життя, що знайшло відбиття в слогані фільму — «Натхненний музикою і багатьма життями Боба Ділана».
Стрічка дістала назву на честь раніше невиданого запису 1967 року («i'm Not There»), яка звучала в саундтреку фільму — всі інші композиції являли собою пісні Ділана переспівані іншими виконавцями, зокрема представниками альтернативного року: Sonic Youth, Едді Веддером, Мейсоном Дженнінгсом, Стівеном Малкмусом, Джеффом Твіді, Карен О, Віллі Нельсоном, Cat Power, Річі Гевенсом і Томом Верленом.
1 жовтня 2007 року лейбл Columbia Records випустив ретроспективну трьохдискову антологію Dylan, що охоплює всю кар'єру музиканта. У переддень випуску збірки відбулась масштабна рекламна компанія під слоганом Dylan 07, під час якої музикант Марк Ронсон створив ремікс на пісню Ділана «Most Likely You Go Your Way and i'll Go Mine» (1966), який вийшов у форматі максі-синглу. Це був перший подібний випадок, коли Ділан схвалив ремікс одного зі своїх класичних записів.
Розмах маркетингової кампанії Dylan 07 показав, що комерційний потенціал музиканта значно зріс порівняно з 1990-ми. Як наслідок, він з'явився в телевізійній рекламі жіночої білизни фірми Victoria's Secret.
Також взяв участь у промо-компанії по просуванню автомобіля Cadillac Escalade (3-го покоління).
2009 року Ділан знявся в рекламі Пепсі з репером will.i.am, яка транслювалася на спортивному шоу Супербоул XLIII, одному з найпрестижніших заходів у США, підтвердивши свій високий медійний статус.
Ролик, який транслювався для аудиторії понад 98 мільйонів осіб, починався з Ділана, який співав перший куплет «Forever Young», після чого пісню продовжував will.i.am — виконуючи її 3-й і останній куплети речитативом.
У жовтні 2008 року вийшла збірка The Bootleg Series Vol. 8: Tell Tale Signs: Rare and Unreleased 1989–2006, яка включала записи концертних виступів Ділана, матеріал, що не увійшов до його студійних альбомів (1989—2006 років), а також пісні з саундтреків і композиції записані з Девід Бромберг і Ральфом Стенлі. Ціна дводискового видання становила $18.99, однак, делюкс-версія, що включає третій додатковий диск і книгу в твердій палітурці, коштувала $129.99, що спричинило за собою численні скарги на «грабіж» з боку музиканта, від деяких фанатів і рецензентів. Втім, реліз отримав високі оцінки від критиків — велика кількість рідкого і невиданого матеріалу наштовхнули одного з них на висновок, що кількість раритетних пісень можна порівняти за обсягом «з новим альбомом Боба Ділана, не лише завдяки дивовижній свіжості матеріалу, але й через неймовірну якість звуку і органічне поєднання всього, [що було на збірці]».
28 квітня 2009 року відбувся реліз платівки Together Through Life. У бесіді з журналістом Біллом Фланаганом музикант пояснив, що ідея альбому виникла коли французький режисер Олів'є Даан попросив написати пісню для його дорожнього фільму «Моя власна любовна пісня»; хоча Ділан мав намір скласти тільки один трек — «Life Is Hard», у підсумку «запис рушив у власному напрямку».
Дев'ять з десяти пісень альбому написані у співавторстві з поетом Робертом Гантером. Together Through Life отримав переважно позитивні відгуки преси, хоча кілька критиків описали його як незначне доповнення до дискографії Ділана. Енді Гілл з Індепендент зазначив, що запис «показує Ділана в досить розслабленому, спонтанному настрої, зміст вихоплює якісь груви і емоції, що ніби на мить потрапляють в поле зору автора. Таким чином, хоча альбом не містить великої кількості знаменних треків, це один з найприємніших записів, щоб його слухати весь рік».
У перший же тиждень Together Through Life досяг вершини чарту Billboard, внаслідок чого Боб Ділан (67 років) став найстаршим музикантом, який дебютував на 1-му місці цього хіт-параду. Крім того, альбом відзначився на верхній сходинці чарту Великої Британії, повторивши результат 39-річної давнини альбому New Morning та оновивши рекорд з найдовшої перерви між двома альбомами одного виконавця, які займали 1-ше місце.

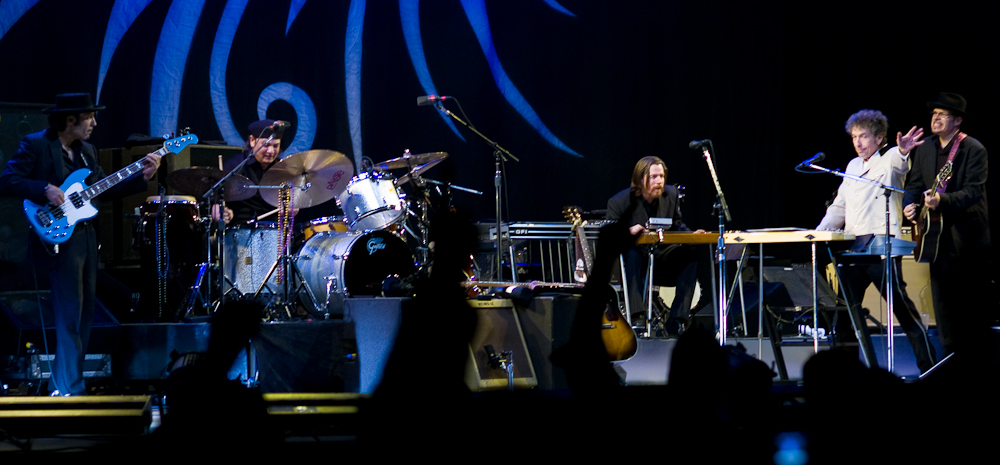
Ділан на концерті в Осло, 30 березня 2007 року

13 жовтня 2009 року Ділан випустив благодійний альбом Christmas in the Heart, який містить такі класичні різдвяні стандарти, як «The Little Drummer Boy», «Winter Wonderland» і «Here Comes Santa Claus». Доходи від продажу платівки були перераховані до фондів «Feeding America» (США) і «Crisis» (Велика Британія), а також у Всесвітню продовольчу програму.
Музична преса загалом позитивно прийняла альбом. Так, рецензент журналу The New Yorker зазначив, що Ділан «приварив до-рок-н-рольний звук» до свого «одного з найхрипкіших вокалів» і припустив, що в задумі музиканта могла полягати іронія: «Ділан має тривалі і широко відомі взаємини з християнством; вимагати від нього хлоп'ячого оптимізму „Here Comes Santa Claus“ або „Winter Wonderland“ — це ігнорувати піввікову різку сатиру [музиканта]». У свою чергу, критик журналу New York Magazine Кріс Віллман поскаржився на пересічне трактування різдвяних мелодій: «Заповнений здебільшого найвідомішими колядками, „Christmas in the Heart“ — це в повному сенсі стара, зовсім не таємнича Америка, данина поваги до святкових записів для масового споживача, які його власна єврейська сім'я могла вибрати на бензоколонці в передмісті Міннесоти в 1950-х роках як майже безкоштовний подарунок».
В інтерв'ю, опублікованому в The Big Issue, журналіст Білл Фланаган запитав Ділана, чому він виконав пісні в традиційному стилі, на що той відповів: «Іншого виходу не було, я не міг зіграти їх якось по-іншому. Ці пісні — частина мого життя, як і фолк-пісні. Ти повинен грати їх — як є».

### 2010-ті
18 жовтня 2010 року вийшла збірка The Bootleg Series Vol. 9: The Witmark Demos: 1962–1964, яка містить 47 демо-треків, записаних між 1962 і 1964 роками для перших двох лейблів Ділана: Leeds Music у 1962 році і Witmark Music з 1962 по 1964 рік. Один з рецензентів описав збірку словами: «Душевний, скороминущий погляд на молодого Боба Ділана, який змінює музичний бізнес, і світ, по одній ноті за раз». Сайт-агрегатор Metacritic присудив альбому 86 балів зі 100, з вердиктом «загальне визнання». Того ж тижня фірма Legacy Recordings випустила бокс-сет The Original Mono Recordings, до складу якого увыйшли вісім перших альбомів Ділана (від Bob Dylan (1962) до John Wesley Harding (1967)) в початковому моно-варіанті, що було їх першим релізом в такому форматі. Компакт-диски були розміщені в мініатюрних факсиміле із зображеннями обкладинок і з усієї оригінальної анотацією. Набір супроводжувався брошурою з есе музичного критика Гріла Маркуса.
12 квітня 2011 року відбувся реліз концертного альбому In Concert — Brandeis University 1963, записаного під час шоу Ділана в Брандейському університеті 10 травня 1963 року, за два тижні до випуску Freewheelin' Bob Dylan. Оригінальний запис виявлено в архіві музичного критика Ральфа Дж. Глісона. За словами Майкла Грея, який написав для неї анотацію, вона демонструє Ділана «з минулого, коли Кеннеді був президентом, а The Beatles ще не дісталися Америки. Вона показує Ділана не в якийсь знаменний момент [кар'єри], але дає уявлення про його виступи в фолк-клубах у цей період… Це останній концертний виступ Боба Ділана перед тим, як він став зіркою».
24 травня 2011 року, в день 70-річчя музиканта, три університети організували симпозіуми, присвячених його творчості, що вчергове підтвердило високий інтерес до Ділана на академічному рівні. Майнцький, Віденський і Брістольський університети запросили літературознавців і культурологів виступити з доповідями присвяченими його ролі в музиці XX століття. Крім того, відбулись виступи триб'ют-гуртів і місцеве виконання пісень фанатами музиканта по всьому світі, що було зазначено у статті газети Гардіан: «від Москви до Мадрида, від Норвегії до Нортгемптона, Малайзії та його рідного штату Міннесота, самопроголошені „Бобкати“ зберуться сьогодні, щоб відсвяткувати 70-річчя гіганта поп-музики».
4 жовтня 2011 року на лейблі Ділана, Egyptian Records, вийшов альбом невідомих пісень Генка Вільямса The Lost Notebooks of Hank Williams. Ділан допоміг реалізувати цей проєкт з незавершеними піснями музиканта, який помер в 1953 році. Усі композиції платівки були завершені і записані іншими виконавцями: самим Діланом, його сином Джейкобом Діланом, Левоном Гелмом, Норою Джонс, Джеком Вайтом та іншими.

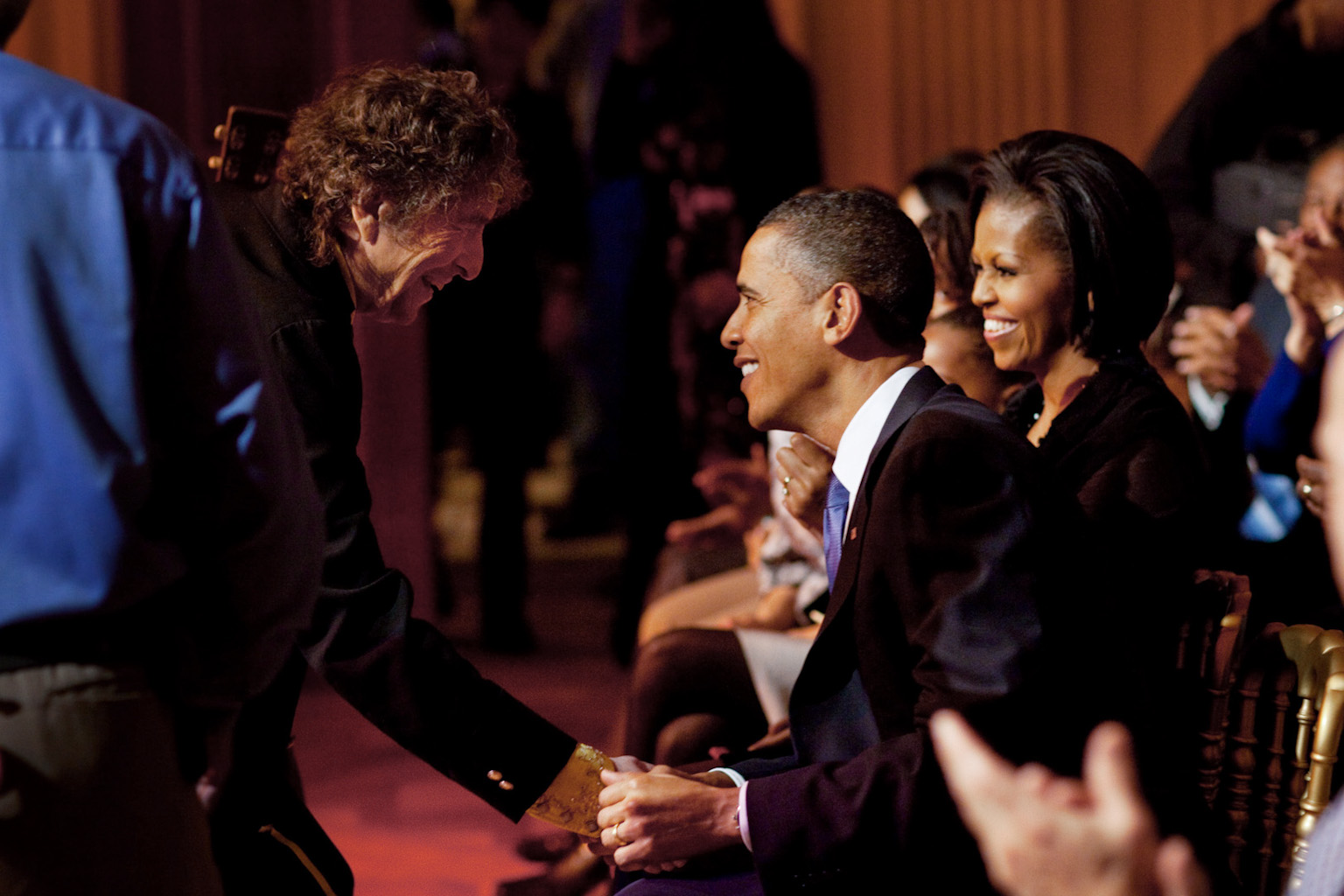
Ділан тисне руку президенту Бараку Обамі після виступу в Білому Домі, на церемонії, присвяченій музиці за громадянські права, 9 лютого 2010 року

29 травня 2012 року президент США Барак Обама нагородив Ділана «Президентською медаллю Свободи». Під час урочистого прийому в Білому домі Обама похвалив голос Ділана за його «унікальну скрипучу силу, яка змінила уявлення не тільки про те, як повинна звучати музика, але і послання, яке вона несе людям, і як вони це відчувають».
11 вересня 2012 року Ділан випустив свій 35-й студійний альбом — Tempest. Крім іншого, лонгплей містив пісню присвячену Джонові Леннону («Roll On John»), а також 14-хвилинну композицію присвячену загибелі Титаніка («Tempest»).
Альбом був тепло прийнятий музичними критиками, набравши 83 бали зі 100 на сайті Metacritic.
27 серпня 2013 року відбувся реліз збірки The Bootleg Series Vol. 10: Another Self Portrait (1969–1971), який містив 35 невиданих раніше треків (зокрема альтернативні дублі пісень і демоверсії), записаних між 1969 і 1971 роками, під час студійних сесій альбомів Self Portrait і New Morning. Крім цього, видання включало концертний запис виступу Ділана з гуртом The Band на фестивалі острова Уайт в 1969 році. Збірка отримала високі оцінки музичної преси, так критик AllMusic Том Джурек писав: «Для шанувальників це більше, ніж цікавість, це незамінний додаток до дискографії [музиканта]».
4 листопада 2013 року на лейблі Columbia Records вийшов бокс-сет Bob Dylan: The Complete Album Collection Vol. One, в який увійшли: 35 студійних альбомів Ділана, 6 концертних платівок, а також Side Tracks — колекція пісень, які були записані для сторонніх проєктів і не випускалися на альбомах. Кожен лонгплей містив анотації, які написав Клінтон Гейлін, а також «вступне слово» від Білла Фланагана. Того ж дня вийшла збірка найкращих хітів музиканта The Very Best of Bob Dylan, у дводисковому і однодисковому форматах. Видання бокс-сету було підкріплене випуском музичного відео на пісню «Like a Rolling Stone». Кліп, відзнятий режисером Ваньою Гейманном, являє собою інтерактивне відео, яке містить 16 телеканалів (між якими можна перемикатися), що імітують різні телевізійні формати: телевікторину, магазин на дивані і реаліті-шоу. Губи персонажів телепередач синхронізовано таким чином, щоб створювався ефект ніби вони самі виконують пісню.
28 жовтня 2014 року видавництво Simon & Schuster опублікувало 960-сторінкову книгу з текстами пісень Ділана, яку відредагувала команда літературознавців: Крістофер Рікс, Джулі Немроу і Ліза Немроу, підготували кілька варіантів деяких пісень музиканта, на основі різних виступів музиканта. Лімітоване видання з 50 книг містило автограф Діланом і продавалося за ціною 5000 доларів. За словами глави видавництва, Джонатана Карпа, «це найбільш об'ємна, найдорожча книга» яку вони колись випускали.
4 листопада 2014 року лейбли Columbia/Legacy випустили The Bootleg Series Vol. 11: The Basement Tapes Complete, шестидисковий бокс-сет, який містить 138 треків, зокрема деякі пісні, які Ділан і The Band записали під час спільних сесій в 1967 році (в будинку Ділана і в маєтку «Big Pink»). Близько 100 аудіозаписів, що вийшли в рамках цього бокс-сету, кілька десятиліть фігурували на різних «кустарних» бутлегах. Анотації до цього релізу написав Сід Гріффін, американський музикант і автор книги Million Dollar Bash: Bob Dylan, the Band, and the Basement Tapes, присвяченої запису альбому The Basement Tapes.

#### Shadows in the Night,Fallen AngelsіTriplicate
3 лютого 2015 року Ділан випустив платівку Shadows in the Night, що складається з 10 популярних естрадних пісень написаних у період між 1923 і 1963 роками (композицій т. зв. «Great American Songbook»). Всі пісні альбому в різний час виконував Френк Сінатра, однак, музичні критики, і сам Ділан, не розцінювали запис як колекцію «каверів Сінатри». Музикант пропонував не акцентувати на цьому увагу: «Я не розглядаю себе як розповсюджувача цих пісень тим чи іншим способом. Вони досить відомі. Поховані, насправді. Переважно ми з моїм гуртом займаємося тим, що розкриваємо їх. Піднімаємо їх з могили і виносимо на білий світ». В одному з інтерв'ю Ділан сказав, що думав про створення цього альбому відтоді, як почув альбом Віллі Нельсона Stardust. Shadows in the Night був тепло прийнятий музичними критиками, набравши 82 бали на сайті Metacritic з вердиктом «загальне визнання». Рецензенти високо оцінили лаконічний інструментальний акомпанемент і стриманий вокал Ділана, підкресливши, що завдяки цьому матеріалу співак продемонстрував свої найкращі вокальні здібності за останні роки. Енді Гілл з Індепендент зазначив: «[альбом] має тривалу, мляву чарівність, яка… допомагає звільнити матеріал від іржавих ланцюгів манірності біг-бендів і кабаре». Альбом дебютував на 1 місці чарту UK Albums Chart і відзначився в Top-10 хіт-параду Billboard.
5 жовтня 2015 року фірма IBM запустила промокампанію комп'ютерної системи Watson, у якій узяв участь Ділан. У рекламному ролику музикант розмовляє з суперкомп'ютером, який говорить, що він прочитав всі його тексти та інтерв'ю: «Мій аналіз показує, що ваші основні теми — час швидкоплинний і любов непостійна». Ділан відповідає: «Схоже на правду».
6 листопада 2015 року лейбл Sony Music випустив збірку The Bootleg Series Vol. 12: The Cutting Edge 1965–1966, який містив раритетний матеріал, записаний Діланом в період між січнем 1965 і березнем 1966 року: під час студійних сесій альбомів Bringing It All Back Home, Highway 61 Revisited і Blonde on Blonde. Компіляція вийшла в трьох форматах: на 2 компакт-дисках, на 6 дисках, а також на 18-дисковому бокс-сеті (обмеженим тиражем в 5000 копій), який був описаний на сайті музиканта, як «містить кожну ноту, записану Бобом Діланом в студії в 1965/1966 роках». Збірник отримав рейтинг 99 % на сайті Metacritic і дебютував на 1-му місці в чарті Billboard Top Rock Albums — 18 листопада.
2 березня 2016 року оголошено, що Ділан продав архів з 6000 предметів особистого вжитку для фонду Джорджа Кайзера і Університету Талси. За повідомленнями, в архів увійшли записні книжки, чернетки текстів, записи та листування музиканта, а сума угоди становила від 15 до 20 мільйонів доларів". Крім того, матеріал містив 30 годин раритетного відео зі знімання документального фільму «Не дивись назад», 30 годин знімання «Електричного» туру 1966 року і 50 годин знімання турне Rolling Thunder Revue 1975 року. Експозиція архіву була виставлена в Helmerich Center for American Research, який є одним з відділів музею Gilcrease Museum.
20 травня того ж року вийшов 37-й студійний альбом Ділана Fallen Angels, який схарактеризували як «пряме продовження роботи з невідкритим раніше матеріалом „Великого Пісняра“, розпочатої в „Shadows In the Night“». Альбом містив дванадцять пісень класичних американських музикантів, таких як Гарольд Арлен, Семмі Кан і Джонні Мерсер, одинадцять із яких записав Сінатра. Як і попередній диск музиканта, лонгплей отримав високі оцінки від музичних критиків. Так, Джим Фербер з Entertainment Weekly зазначив: «Переконливо, [Ділан] підносить ці пісні про кохання, втрачене і заповітне, не з жагучою пристрастю, а з гірким досвідом. Тепер це пісні про спогади, які виконуються з теперішнім почуттям відповідальності. Видані всього за чотири дні до його 75-річчя, вони якнайкраще пасували саме до його віку».
13 жовтня 2016 року Шведська академія оголосила про присудження Ділану Нобелівської премії з літератури.
Однак він відмовився приїхати на церемонію вручення, пославшись на непереборні обставини.
У підсумку диплом і медаль вручили музикантові 1 квітня 2017 року на окремому заході, у зв'язку з побажаннями лауреата вручення відбувалося в камерній обстановці, нікого з представників ЗМІ там не було, були присутні тільки члени Академії.
Для того, щоб здобути грошову премію в розмірі 8 мільйонів крон, Ділан повинен був протягом шести місяців (починаючи з 10 грудня) прочитати традиційну нобелівську лекцію. Однак лауреат відмовився це робити, через деякий час заявивши, що вишле в комітет відеоверсію, хоча спочатку передбачалося, що він прочитає лекцію в перерві між серією концертів у Швеції.
11 листопада 2016 року лейбл Legacy Recordings випустив 36-дисковий бокс-сет The 1966 Live Recordings, який включав всі відомі записи зроблені під час концертного туру Боба Ділана 1966 року. За словами президента видавництва Адама Блока: «Проводячи архівні дослідження для „The Cutting Edge 1965–1966“, минулорічного бокс-сету студійних сесій Ділана середини 60-х років, ми були вражені тим, наскільки грандіозними є його концертні записи 1966 року». Бокс-сет починається з виступу музиканта у Вайт-Плейнсі (5 лютого 1966 року) і закінчується концертом в Альберт-холлі (27 травня 1966). Анотації до всіх дисків видання написав Клінтон Гейлін, автор книги «Judas!: From Forest Hills to the Free Trade Hall: A Historical View of Dylan's Big Boo», присвяченої аналізу цього турне музиканта. Згодом газета Нью-Йорк Таймс зазначала, що більшість концертів «ніколи не видавалися в жодному вигляді», і описала бокс-сет, як «монументальне додаток» до дискографії Ділана.
31 березня 2017 року Ділан випустив потрійний альбом, Triplicate, що містить 30 перероблених пісень з «Великого Американського Пісняра», зокрема «As Time Goes By» Германа Гапфелда і «Stormy Weather» Гарольда Арлена і Тед Келер. Лонгплей записано в студії Hollywood's Capitol Studios у супроводі гастрольного гурту Ділана. Під час промо-компанії платівки музикант опублікував велике інтерв'ю на своєму вебсайті, де, зокрема, відповів на запитання, чи є Triplicate вправлянням у ностальгії: «Ностальгічний? Ні, я б так не сказав. Це не подорож по провулках пам'яті або туга за старими добримии часам чи теплі спогади про те, чого більше немає. Пісня на кшталт „Sentimental Journey“ — це не шлях назад, вона досяжна і земна, вона тут і зараз». Музичні критики високо оцінили старанність дослідження Діланом «Великого Американського Пісняра», так оглядач NPR Том Мун зазначив: «Схоже, він зображує ДНК цих мелодій для майбутніх поколінь. Він не просто повертає ці пісні до життя. Він дуже добре міркує про те, чому вони повинні жити вічно». Однак, деякі з них нарікали на зацикленість музиканта на одній темі: «попри всю свою чарівність, „Triplicate“ наближає цю тему [Американського Пісняра] до межі перебору. Після п'яти томів проникливих мелодій, він виглядає як жирна крапка в захопливому розділі». Як і два попередніх диски музиканта Triplicate номінували на «Греммі» в категорії «Найкращий традиційний вокальний поп-альбом».
26 липня 2017 року на сцені лондонського театру «Олд Вік» відбувся прем'єрний показ п'єси «Girl from the North Country» Конора Макферсона, музичний супровід якої базувався на 20 композиціях Ділана. Проєкт був реалізований з подачі менеджменту музиканта, який запропонував драматургові створити театральну постановку на основі його пісень. П'єса отримала високі оцінки з боку критиків: «Чудовий акторський ансамбль втілює старі пісні Боба досягаючи приголомшливого ефекту [постановки] Макферсона, дивовижним чином поєднує надію і стоїчні страждання […] часів великої депресії».
3 листопада 2017 Sony Music випустив бокс-сет The Bootleg Series Vol. 13: Trouble No More 1979–1981, що складається з 8 компакт-дисків і 1 DVD. Журнал Rolling Stone так описав реліз: «Християнський період [Ділана] 1979—1981 — насичений, дико спірний час, у який записано три альбоми і одні з найконфронтаційніших концертів його довгої кар'єри». У свою чергу, Джон Парелес з Нью-Йорк Таймс писав: «Десятиліття по тому, все, що проходить через ці записи, це, насамперед, безсумнівний запал пана Ділана, його почуття обов'язку. Студійні альбоми [звучать] більш стримано, навіть проміжно, порівняно з тим, чим їхні пісні стали в турне. Голос пана Ділана ясний, ріже і завжди імпровізаційний; взаємодіючи з аудиторією, він був активним, цілеспрямованим, інколи войовничо-бойовим. А його гурт буквально вгризалась у музику». Trouble No More містив DVD з фільмом режисера Дженніфер Лебо, що демонструє концертні виступи Ділана в жанрі госпел, які чергуються з проповідями у виконанні Майкла Шеннона. Критики тепло pecnhskb бокс-сет, його рейтинг на сайті Metacritic дорівнює 84 % з вердиктом «загальне визнання».

## Концертна діяльність,Never Ending Tour
Never Ending Tour (укр. Нескінченний тур) розпочався 7 червня 1988 року: у 1990-х і 2000-х роках Ділан відігравав близько 100 концертів на рік — що перевершувало гастрольні графіки більшості виконавців, які почали свою кар'єру в 1960-х. До травня 2013 року Ділан і його гурт, кістяк якого становив басист Тоні Гарньє, барабанщик Джордж Рекайл, мульти-інструменталіст Донні Геррон і гітарист Чарлі Секстон, відіграли понад 2500 концертів. Упродовж більшої частини кар'єри музиканта, багато глядачі нарікали на його любов до імпровізацій, оскільки він любить міняти аранжування пісень і вокальний стиль виконання, від концерту до концерту. У свою чергу, критики висловлюють протилежні думки щодо концертної діяльності музиканта Ділана. Приміром, журналісти Річард Вільямс і Енді Джилл стверджували, що Ділан знайшов успішний спосіб представити свою багату творчу спадщину. Також музиканта критикували за те, що його «живі виступи» псували «найбільшу лірику [в історії поп-музики] до [стан] повної невпізнанності» і так мало давали аудиторії, що було «важко зрозуміти, навіщо він взагалі перебуває на сцені».

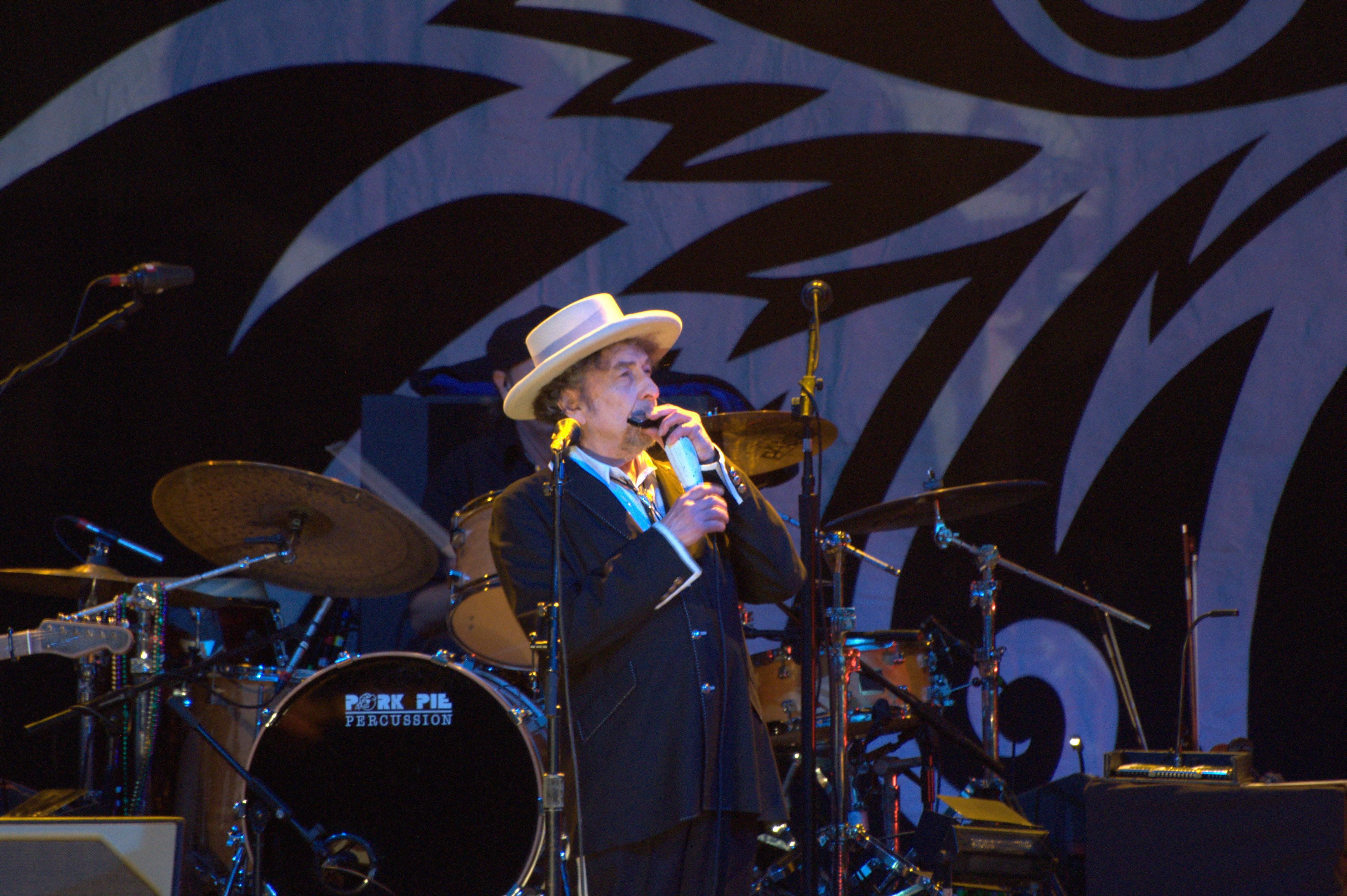
Боб Ділан на концерті в Лондоні, 2011 рік

Виступи Ділана в Китаї у квітні 2011 року, викликали суспільний резонанс. Деякі критикували його за відсутність коментарів щодо політичної ситуації в Китаї і за, нібито, дозвіл китайській владі відцензурувати список концертних пісень. Інші захищали виступи Ділана, стверджуючи, що така критика являла собою нерозуміння його мистецтва і що ніяких редагування сет-листа не було. У відповідь на цю полеміку Ділан опублікував заяву на своєму вебсайті: «Що стосується цензури, китайський уряд попросив назви пісень, які я збирався виконувати. Не маючи однозначної відповіді, ми вислали списки композицій, які виконували попередні три місяці. Якщо й були якісь цензуровані пісні або окремі рядки, то мені ніхто не казав про це, і ми виконали всі пісні, які мали намір зіграти».

### Виступи Ділана в СРСР
1985 року Боб Ділан приїжджав у Москву «в переломний момент переходу від брежнєвського „застою“ до горбачовської „Перебудови“».
Однак його візит не справив належного фурору в Радянському Союзі, що було пов'язано з кращим періодом творчості музиканта, а також з глобальним радянським менталітетом, який ретельно перешкоджав проникненню музики з-за кордону. Ділан був запрошений на «Вечір Світової Поезії», організований Євгеном Євтушенком і Андрієм Вознесенським на стадіоні в «Лужниках», який відбувся за день до Всесвітнього фестивалю молоді та студентів, також, на цей захід приїхав поет Аллен Гінзберг. Незважаючи на участь Ділана, інтерес до «Вечора Світової Поезії» був вкрай низький, що було пов'язано з мінімальною рекламою та відсутністю на ній списку виступаючих. Стадіон був заповнений наполовину, причому аудиторію становила «спеціально зігнана комсомольська публіка» так як влада боялася провокацій, яку підвозили до стадіону на автобусах. Ділан виконав пісню «Blowin' In The Wind» акомпануючи собі на гітарі (на якій глядачі трохи пожвавилися), після чого заспівав «A Hard Rain's A-Gonna Fall» і «The Times They Are A-Changin'», які аудиторія сприймала практично байдуже.
За словами Вознесенського «це був повний провал, бо публіка не знала англійської мови і в неї були лише смутні уявлення про музиканта». Ділан був украй розгніваний і ображений, пізніше, на дачі Вознесенського він плакав від люті і висловлював думку, що «всі російські глядача є такими». Після цього Ділан поїхав у Тбілісі, відігравши закритий концерт у «Будинку Письменників». На його виступ прийшла молодь, яка прийняла його феєрично — після закінчення концерту, коли Ділан сів у машину, радісна юрба підняла його автомобіль і, незважаючи на прохання й перелякані крики музиканта, пронесла по вулиці.
Після концерту в Грузії Ділан вирушив до Одеси — «шукати коріння» на батьківщину своєї бабусі, про що, зокрема, розповідав Євтушенко.

## Художня творчість
Упродовж довгого часу Ділан захоплювався малюванням, обкладинка альбому Self Portrait (1970) — репродукція картини музиканта «Особа» (англ. Face). Ще одна його картина відтворена на обкладинці альбому Planet Waves. 1994 року видавництво Random House опублікувало художній альбом з малюнками Ділана «Drawn Blank». 2007 року в музеї Kunstsammlungen (Хемніц, Німеччина) відкрилася перша публічна виставка картин Ділана «The Drawn Blank Series»; у ній було представлено понад 200 робіт, виконаних аквареллю та гуашшю, зроблених на основі оригінальних малюнків. Виставка збіглася з виданням художнього альбому «Bob Dylan: The Drawn Blank Series», до якого увійшли 170 репродукцій цього циклу.
З вересня 2010 року по квітень 2011 року Національна галерея Данії демонструвала 40 великоформатних акрилових картин Ділана бразильського циклу (англ. The Brazil Series).
У липні 2011 року провідна мережа галерей сучасного мистецтва, Gagosian Gallery, організувала виставку картин Ділана азійського циклу (англ. The Asia Series).
Експозиція відкрилася у виставковому залі галереї на Медісон-авеню, Gagosian Madison Avenue Gallery, і була присвячена картинам Ділана на тему Китаю та Далекого Сходу. Газета The New York Times повідомляла, що «деякі фанати музиканта і Діланогісти і піднімали питання, чи деякі з цих картин ґрунтуються на власному досвіді і спостереженнях співака, чи на загальнодоступних світлинах, які зробив не Ділан». У свою чергу, редакція Таймс вказувала на близьку подібність між картинами Ділана та історичними світлинами Японії та Китаю, а також фотографіями Дмитра Кесселя і Анрі Картьє-Брессона.
Згодом фотоагентство Magnum підтвердило, що Ділан ліцензував права на відтворення цих фотографій.
У листопаді 2012 року організовано другу художню виставку Ділана «Revisionist Art» в Gagosian Gallery . Експозиція складалася з тридцяти картин, які пародіювали популярні журнали, зокрема Playboy і Babytalk. У лютому 2013 року Ділан виставив цикл картин присвячених Новому Орлеану (англ. The New Orleans Series) у міланській галереї Palazzo Reale.

У серпні 2013 року у Національній портретній галереї Великої Британії відбулася перша велика британська виставка музиканта, «Face Value», в якій представлено дванадцять портретів виконаних пастеллю.
У листопаді 2013 року лондонська галерея Halcyon Gallery організувала виставку «Mood Swings», в рамках якої демонструвалися сім кованих воріт зроблених Діланом. В анонсі виставки наводилися слова музиканта: «Залізо оточувало мене все моє життя, відтоді як був дитиною. Я народився і виріс в країні залізної руди, де можна вдихати і відчувати її запах щодня. Ворота приваблюють мене з-за негативного простору, який вони надають. Вони можуть бути закриті, але в той же час дозволяють паводків і вітру проходити крізь них. Вони можуть перешкоджати тобі зайти або вийти. І в деякому сенсі, в цьому немає ніякої різниці».
У листопаді 2016 року галерея Halcyon організувала виставку колекції малюнків, акварелей та акрилових робіт Ділана, під назвою «The Beaten Path». Виставка включала зображення американських пейзажів, натхнених подорожами Ділана по США. Експозиція отримала високі оцінки від низки видань, зокрема Vanity Fair, The Telegraph і Asia Times Online.

## Особисте життя

### Романтичні Стосунки

#### Сьюз Ротоло
Перші тривалі романтичні стосунки пов'язували Ділана з художницею Сьюз Ротоло, дочкою радикалів американської комуністичної партії. За словами музиканта: «Від самого початку я не міг відірвати від неї очей. Нічого еротичнішого я в житті не бачив. Світлошкіра, золотокоса, повнокровна італійка. Повітря раптом наповнився банановим листям. Ми розговорилися, і голова в мене пішла обертом». Ротоло сфотографована з Діланом на обкладинці його альбому The Freewheelin' Bob Dylan, де вони йдуть тримаючись за руки. Музичні критики зв'язали Ротоло з деякими з ранніх любовних пісень музиканта, зокрема з «Don't Think Twice, It's All Right». Їхні стосунки закінчилися 1964 року. 2008 року Ротоло опублікувала мемуари про своє життя в Гринвіч-Вілліджі і стосунки з Діланом у 1960-х, «A Freewheelin' Time».

#### Джоан Баез
До моменту коли Джоан Баез вперше зустрілася з Діланом, у квітні 1961 року, вона вже випустила свій перший студійний альбом і отримала прізвисько «королеви фолку». Почувши як Ділан виконує пісню «With God on Our Side», співачка згадувала: «Я ніколи не думала, що ця маленька жаба може створити щось настільки сильне». У липні 1963 року Баез запросила Ділана приєднатися до неї на сцені Ньюпортського фолк-фестивалю, після чого вони також виступили на ньому дуетом два наступних роки. Однак, до початку американського турне Ділана 1965 року, їхній романтичний зв'язок почав згасати, що показано в документальному фільмі «Не дивись назад». Згодом Баез гастролювала з Діланом під час його турне Rolling Thunder Revue (1975-76 роки) як сольна виконавиця, чотири пісні, які вони заспівали дуетом, фігурують на концертному альбомі The Bootleg Series Vol. 5: Bob Dylan Live 1975, The Rolling Thunder Revue. У травні 1976 року разом з Діланом Баез взяла участь у зніманні телепередачі Hard Rain, що проходили у місті Форт-Коллінс, штат Колорадо. Також, Баез зіграла роль «жінки в білому» у фільмі «Ренальдо і Клара» (1978), знятого Діланом під час Rolling Thunder Revue. Крім цього, Ділан і Баез провели спільні гастролі в 1984 році, разом з Карлосом Сантаною.
Баез згадувала про свій роман з Діланом у документальному фільмі Мартіна Скорсезе «Немає шляху назад: Боб Ділан». Крім того, вона розповідала про нього у двох своїх автобіографіях — захоплено в «Daybreak» (1968) і більш критично в «І голос, щоб співати» (1987). Стосунки Баєз з Діланом лягли в основу її пісні «Diamonds & Rust», яка охаректиризували як «їдкий портрет» Ділана.

#### Сара Ділан
22 листопада 1965 року Ділан одружився з Сарою Лоундс, яка працювала моделлю і секретарем кінокомпанії Drew Associates. Їхня перша дитина, Джессі Ділан, народився 6 січня 1966 року, крім нього пара мала ще трьох дітей: Анна Ліа (народилася 11 липня 1967), Самуель Ісаак Абрам (народився 30 липня 1968) і Джейкоб Люк (народився 9 грудня 1969). Також, Ділан удочерив доньку Сари від попереднього шлюбу, Марію Лоундс (пізніше взяла прізвище вітчима Ділан, народилася 21 жовтня 1961 року). Сара Ділан зіграла роль Клари у фільмі Ділана «Ренальдо і Клара». Пара розлучилася 29 червня 1977 року.
У 1988 році Марія Ділан одружилася з музикантом Пітером Гіммелманом. У 1990-х роках Джейкоб став відомим музикантом, вокалістом гурту Wallflowers; Джессі — кінорежисер і успішний бізнесмен.

#### Керолін Денніс
4 червня 1986 року Ділан одружився зі своєю бек-вокалісткою Керолін Денніс (також відомою як Керол Денніс). 31 січня 1986 року у них народилася дочка Дезайрі-Гебріель Денніс-Ділан. Пара розлучилася в жовтні 1992 року, їхній шлюб і дитина залишалися в найсуворішому секреті до публікації біографії Говарда Соунса «Down the Highway: The Life of Bob Dylan» (2001).

#### Місце проживання
Вважають, що основну частину часу між гастролями музикант проводить у будинку на мисі Пойнт Дам, розташованому в місті Малібу (штат Каліфорнія), хоча також володіє нерухомістю в інших країнах.

#### Релігійні погляди
Під час дитинства в Гіббингу Ділан і його сім'я були частиною невеликої, але згуртованої єврейської громади — в травні 1954 року він проходив обряд бар-міцва. Приблизно в період свого 30-річчя, в 1971 році, музикант відвідав Ізраїль, де зустрівся з рабином Меїром Кахане, засновником ультранаціоналістичної організації «Ліга захисту євреїв», яка базується в Нью-Йорку. Журнал Time опублікував його слова про Кахане: «Він дуже щирий хлопець. Він справді зібрав усе це докупи». Однак у подальших інтерв'ю Ділан зменшував ступінь свого зв'язку з Каханом.
Наприкінці 1970-х років Ділан обернувся в євангельське християнство. У листопаді 1978 року за посередництва своєї подруги Мері Еліс Артес (англ. Mary Alice Artes) він зв'язався з Асоціацією церков «Виноградник». Пастор церкви Кенн Галліксен (англ. Kenn Gulliksen) згадував: «Ларрі Маєрс і Пол Емонд прийшли в будинок Боба і здійснили обряд богослужіння. Після цього він звернувся до них: „Так, він дійсно хотів знайти Христа“. В той день він молився і прийняв Господа». З січня по березень 1979 року музикант пройшов тримісячний курс паломництва — відвідував заняття з вивчення Біблії в церкві «Виноградник», розташованій неподалік від Лос-Анджелеса.
До 1984 року Ділан дистанціювався від релігійного руху «Народження згори». Пізніше він торкнувся цієї теми в інтерв'ю Куртові Лодеру з Rolling Stone: «Я ніколи не казав, що „народжений згори“. Це просто медійний термін. І я не вважаю, що був агностиком. Я завжди думав, що є якась вища сила, що цей світ не є справжнім, а існує загробне царство». У відповідь на питання Лодера, чи належить він до якоїсь церкви або синагоги, Ділан усміхнувся: «насправді ні. Емм, до церкви отруєного розуму». 1997 року музикант розповів про своє бачення релігії Девідові Гейтсу з Ньюсвік:
|  | Ось що я можу сказати стосовно себе і релігії. Це абсолютна істина: я знаходжу релігію та філософію в музиці. Я не знаходжу їх більше ніде. Пісні типу "Let Me Rest on Peaceful Mountain" або "I Saw the Light" — ось моя релігія . Я не прихильник рабинів, проповідників, євангелістів, усього цього. Я взнав більше з пісень, ніж від будь-кого з представників цієї спільноти. Пісні — це мій лексикон. Я вірю пісням. Оригінальний текст (англ.) Here's the thing with me and the religious thing. This is the flat-out truth: I find the religiosity and philosophy in the music. I don't find it anywhere else. Songs like "Let Me Rest on a Peaceful Mountain" or "I Saw the Light"—that's my religion. I don't adhere to rabbis, preachers, evangelists, all of that. I've learned more from the songs than I've learned from any of this kind of entity. The songs are my lexicon. I believe the songs. |

28 вересня 1997 року в інтерв'ю, опублікованому в Нью-Йорк Таймс, журналіст Джон Парелес повідомив: «Ділан сказав, що тепер він не підтримує жодну наявну релігію».
Ділан підтримував рух Хабад-Любавич і приватно брав участь у єврейських релігійних заходах, включаючи бар-міцва своїх синів і відвідування Хадар-Хатори, єшиви Хабад-Любавича. У вересні 1989 року та вересні 1991 року музикант брав участь у Хабадському телемарафоні. 2007 року, під час святкування Йом-Кіпура, відвідав громаду «Бет Тефілла» (англ. Congregation Beth Tefillah) в Атланті, де був запрошений прочитати розділ з Тори.
Ділан продовжував виконувати матеріал зі своїх «християнських альбомів», іноді переспівуючи на концертах традиційні релігійні пісні. Крім того, він неодноразово згадував про свої релігійні погляди в інтерв'ю, наприклад, під час бесіди з Едом Бредлі на шоу «60 хвилин», музикант заявив: «Єдина людина, перед якою ви повинні двічі подумати брехати чи ні — це або ти сам, або Бог». Він також пояснив свої безперервні гастролі угодою, яку уклав давно з «головним командиром — на цій Землі та в невидимому світі».
2009 року, під час інтерв'ю з Біллом Фланаганом, присвяченого альбому Christmas in the Heart, журналіст назвав його виконання пісні «O Little Town of Bethlehem» «героїчним», підкресливши, що музикант «зміг передати пісню, як справжній вірянин». Ділан відповів: «Ну, я і є справжній вірянин».

## Спадщина

### Визнання та вплив
Ділан широко визнаний як одна з найвпливовіших фігур XX століття, як у музичному, так і в культурному плані. Він був включений до списку «Time 100: найвизначніші люди століття», де його називали «видатним поетом, їдким соціальним критиком і безстрашним, дороговказним духом контркультурного покоління». 2008 року журі «Пулітцерівської премії» вручило йому спеціальний приз «за глибокий вплив на популярну музику і американську культуру, позначений ліричними композиціями надзвичайної поетичної сили». Під час вручення «Президентської медалі свободи» Барак Обама так схарактеризував Ділана: «Не існує визначнішої постаті в історії американської музики». Упродовж 20 років академіки лобіювали шведську Академію з метою присудження музиканту Нобелівської премії з літератури, що було зроблено 2016 року, зробивши Ділана першим музикантом, який був відзначений цією нагородою. Горас Енгдаль, член Нобелівського Комітету, так описав місце Ділана в літературній історії:
|  | ...співак, вартий місця поруч з грецькими бардами, поряд з Овідієм, поруч з візіонерами романтизму, поруч з королями і королевами блюзу, поруч із забутими майстрами блискучих пісенних стандартів.Оригінальний текст (англ.) ...a singer worthy of a place beside the Greek bards, beside Ovid, beside the Romantic visionaries, beside the kings and queens of the blues, beside the forgotten masters of brilliant standards. |

Журнал Rolling Stone поставив Ділана на 1-ше місце в списку «100 найвидатніших авторів пісень усіх часів», а також назвав його композицію «Like a Rolling Stone» «Найкращою піснею всіх часів», в аналогічному рейтингу 2011 року. У свою чергу, музичний журнал Blender поставив Ділана на 1-ше місце в списку «50 рок-геніїв». 1998 року журнал Time заніс Ділана до списку «100 найвпливовіших людей XX століття». 2010 року журнал Rolling Stone присудив Ділану 7-ме місце в рейтингу «100 найкращих голосів в історії». До списку того ж видання «500 найкращих альбомів усіх часів» увійшли 11 платівок Ділана, що є рекордом серед музичних виконавців, в аналогічному рейтингу пісень співак посів 3-тє місце. Станом на 2017 рік загальна кількість проданих альбомів музиканта перевищувала 120 мільйонів копій по всьому світі.
Спочатку Ділан побудував свій авторський стиль орієнтуючись на пісні Вуді Гатрі, блюз Роберта Джонсона, і те, що він назвав «архітектурними формами» композицій Генка Вільямса, а потім додавав усе вишуканіші ліричні прийоми до фолк-музики початку 1960-х років, наповнивши її «інтелектуальністю класичної літератури і поезії». На думку Пола Саймона, ранні композиції Ділана фактично стали уособлювати фолк-жанр: «Ранні пісні Ділана були дуже багатими… з сильними мелодіями. „Blowin' in the Wind“ має по-справжньому сильну мелодію. Він став настільки помітною фігурою в фолк-музиці, що на деякий час поглинув її. Певний час він визначав цей жанр».
Коли Ділан перейшов від акустичної музики і блюзу до «електричного» року, його творчість стала складнішою. Для багатьох критиків найбільшим досягненням музиканта був культурний синтез, проілюстрований трилогією альбомів середини 1960-х років — Bringing It All Back Home, Highway 61 Revisited і Blonde on Blonde. За словами Майка Маркесі:
|  | Між кінцем 1964 і серединою 1966 року Ділан створив унікальне зібрання творів. Спираючись на фолк, блюз, кантрі, ритм-енд-блюз, рок-н-рол, госпел, британський біт, символізм, модернізм і біт-поезію, сюрреалізм і дадаїзм, а також фрази з реклами та соціальні коментарі, [цитати з] Фелліні і журналу "Mad", він виробив зв'язний і самобутній творчий почерк і бачення. Краса цих альбомів зберігає здатність шокувати і втішати. Оригінальний текст (англ.) Between late 1964 and the middle of 1966, Dylan created a body of work that remains unique. Drawing on folk, blues, country, R&B, rock'n'roll, gospel, British beat, symbolist, modernist and Beat poetry, surrealism and Dada, advertising jargon and social commentary, Fellini and Mad magazine, he forged a coherent and original artistic voice and vision. The beauty of these albums retains the power to shock and console. |

Тексти Ділана стали предметом ретельного вивчення вченими і поетами ще в 1998 році, коли Стенфордський університет виступив спонсором першої міжнародної наукової конференції присвяченої творчості музиканта. 2004 року Річард Ф. Томас, професор класичної літератури Гарвардського університету, організував перший у своєму роді семінар під назвою «Ділан», який був присвячений «обговоренню музиканта не лише в контексті поп-культури останніх п'ятдесяти років, але й у рамках традиції класичних поетів, таких як Вергілій і Гомер». У свою чергу, 2009 року Вільям Арктандер о'брайен, літературознавець, професор німецької та порівняльної літератури Каліфорнійського університету в Сан-Дієго, увічнив внесок Ділана у світову літературу, створивши повний академічний курс присвячений музикантові, в ході якого аналізувалося «історичне, політичне, економічне, естетичне та культурне значення творчості Ділана».
У 2004 році літературний критик Крістофер Рікс опублікував книгу «Dylan’s Visions of Sin» — 500-сторінковий аналіз творчості музиканта. За словами автора: «Я б не взявся за книжку про Ділана, яка буде стояти поруч з моїми роботами про Мілтона, Кітса, Теннісона і Т. С. Еліота, якби не вважав Ділана генієм [англійської] мови». 2007 року колишній британський поет-лауреат Ендрю Мошен запропонував ввести тексти музиканта в шкільну програму. Експерти «Британської енциклопедії» висловлювали консенсус, що літературний стиль Ділана є його видатним творчим досягненням, про що зазначалося у відповідній статті: «Проголошений Шекспіром свого покоління, Ділан… встановив стандарт для написання текстів».
Також, увагу критиків привернув голос Ділана. Оглядач Нью-Йорк Таймс Роберт Шелтон описав ранній вокальний стиль музиканта, як «іржавий голос, що нагадує старі виступи Вуді Гатрі, висічений гравієм, як голос Дейва Ван Ронка». У свою чергу, Девід Бові, у своєму присвяченні під назвою «Song for Bob Dylan», назвав голос Ділана «подібним до піску і клею». Втім, музикант продовжував вдосконалювати свій вокал, коли почав працювати з рок-н-рольним гуртом; так, критик Майкл Грей описав голос Ділана у пісні «Like a Rolling Stone», як «юний і водночас уїдливо цинічний». На думку критиків, з роками голос музиканта став виразнішим, про що неодноразово наголошувалося в рецензіях до його робіт у 1980-х. Крістоф Леболд з журналу Oral Tradition писав: «Пізніший, зламаний голос Ділана дозволяє йому піднести свій світогляд за допомогою звукової поверхні пісень — цей голос проносить нас через пейзаж розбитого, занепалого світу. Анатомія розбитого світу в „Everything is Broken“ (альбом Oh Mercy) — це лише приклад того, як тематична проблематика пісні ґрунтується на конкретній звукової реальності».
Вважають, що творчість Ділана дала початок багатьом музичним жанрам. За словами журналістки видання USA Today Едни Гундерсен: «Музична ДНК Ділана присутня майже в кожній спіралі поп-музики, починаючи з 1962 року». Панк-музикант Джо Страммер хвалив Ділана за те, що той «заклав шаблон для лірики, звучання, серйозності, духовності і глибини рок-музики». Серед інших відомих музикантів, які відзначали важливість творчості Ділана були: Джонні Кеш, Джеррі Гарсія, Джон Леннон, Пол Маккартні, Піт Таунсенд, Ніл Янг, Брюс Спрінгстін, Девід Бові, Браян Феррі, Нік Кейв, Патті Сміт, Сід Барретт, Джоні Мітчелл, Том Вейтс і Леонард Коен. Крім того, Ділан зробив значний внесок у перші успіхи The Byrds і The Band: перші досягли популярності завдяки кавер-версії його пісні «Mr. Tambourine Man» і однойменного альбому, другі — гастролювали з музикантом під час його турне 1966 року як концертний гурт, а також брали участь разом з ним у сесіях The Basement Tapes. Крім того, Ділан був автором однієї та співавтором двох пісень на їхньому дебютному диску Music from Big Pink. Багато відомих музикантів відкрито копіювали мелодії пісень Ділана, так Джордж Гаррісон запозичив послідовність акордів композиції «Sad Eyed Lady of the Lowlands» для пісні «Long, Long, Long».
Деякі критики висловлювали незгоду з позиціюванням Ділана як провидця в поп-музиці. У своїй книзі «Awopbopaloobop Alopbamboom» британський журналіст Нік Кон заперечив: «Я не сприймаю світогляд Ділана з позиції провидця або підліткового месії, як і все інше, за що його боготворили. На мій погляд, це посередній талант з великим даром самореклами». У свою чергу, австралійський критик Джек Маркс приписав Ділану зміну способу рок-зірки: «чого не Можна заперечити, то це того, що Ділан винайшов зверхнє, квазі-інтелектуальне позерство, яке відтолі стало домінантним стилем в рок-музиці, всі — від Міка Джаггера до Емінема навчаються за методичкою Ділана».
Крім того, музиканта критикували його колеги. В інтерв'ю 2010 року Джоні Мітчелл назвала Ділана «плагіатором», а його голос «підробкою», попри обопільне співробітництво в минулому, зокрема спільні гастролі і запису кавер-версій. Коментар Мітчелл викликав полеміку про використання Діланом матеріалу інших музикантів, низка критиків підтримали її погляд, однак багато висловилися проти. 2012 року під час інтерв'ю Мікалу Гілмору з Rolling Stone, Ділан відповів на звинувачення в плагіаті, зокрема торкнувшись теми використання віршів поета Генрі Тімрода на альбомі Modern Times, зазначивши, що це «частина традиції».
Якщо діяльність Ділана у 1960-х розглядали як привнесення інтелектуальних амбіцій у поп-музику, то в XXI столітті критики характеризували музиканта як фігуру, яка значно розширила фолк-культуру загалом, жанр який був для нього відправною точкою. 2007 року американський кінокритик The Village Voice Джим Гоберман назвав байопік «Мене там немає», присвячений життю музиканта, найкращим фільмом року, зазначивши:
|  | Якби Елвіс не народився, то хтось інший, безсумнівно, відкрив би світові рок-н-ролл. Однак таку логіку не можна застосувати до Боба Ділана. Жоден залізний закон історії не припускав, що потенційний Елвіс з Гіббінга, штат Міннесота, може відколотися від фолк-руху Гринвіч-Вілліджа, щоб стати першим і найбільшим рок-н-рольним бітником - бардом, а потім - домігшись безмірною слави і обожнювання - розчиниться в фолк-традиції, яку створив він сам. Оригінальний текст (англ.) Elvis might never have been born, but someone else would surely have brought the world rock 'n' roll. No such logic accounts for Bob Dylan. No iron law of history demanded that a would-be Elvis from Hibbing, Minnesota, would swerve through the Greenwich Village folk revival to become the world's first and greatest rock 'n' roll beatnik bard and then—having achieved fame and adoration beyond reckoning—vanish into a folk tradition of his own making. |

Після того, як Ділан був удостоєний Нобелівської премії з літератури, газета Нью-Йорк Таймс випустила матеріал, в якому аналізувала це рішення: «Вибравши популярного музиканта для вищої нагороди літературного світу, шведська Академія, яка присуджує премію, радикально змінила межі літератури, давши старт дискусії про те, чи мають тексти пісень таку ж художню цінність, як поезія чи романи». Полеміку підтримали письменники, думки яких варіювалися від сарказму Ірвіна Велша, який назвав це рішення «непродуманою ностальгічною нагородою, вирваною з прогорклих простат старезних, мерзенних хіпі», до ентузіазму — Салман Рушді парирував: «Від Орфея до Фаїза, пісня і поезія були [завжди] тісно пов'язані. Ділан — блискучий спадкоємець бардівської традиції. Чудовий вибір».

### Архіви і трибюти
Архів Ділана, що включає записні книжки, чернетки пісень, бізнес-контракти, дублі записів і фільмів, зберігається в Helmerich Center for American Research музею Gilcrease Museum в місті Талса (штат Оклахома), в якому також представлена експозиція рукописів Вуді Гатрі. Крім цього, фонд Джорджа Кайзера оголосив конкурс на архітектурний дизайн для великого центру присвяченого Бобу Ділану в одному з районів Талси — Arts District.
2005 року вулицю East 7th Avenue в Гіббінгу, на якій Ділан жив у період з 6 до 18 років, перейменували на честь музиканта — Bob Dylan Drive. На одній з вулиць міста вбудована зірка з ім'ям Ділана, в стилі «Алеї слави», на якій також написана літера «Z» — на честь ресторану «Zimmy» неподалік від якого вона розташована і який вважався неофіційним музеєм музиканта. 2006 року в місті Дулут, де народився Ділан, відкрився туристичний маршрут «Bob Dylan Way» — 1,8-мильний маршрут проходить «культурними та історично значущими районами центру міста».
2015 року в центрі Міннеаполіса відбулася презентація масивного настінного розпису із зображенням Боба Ділана, де він навчався в університеті. Розпис був створений бразильським вуличним художником Едуардо Коброю і підписаний назвою однієї з пісень музиканта — «The Times They Are a-Changin'».

## Нагороди
За свою кар'єру Ділан був удостоєний безлічі престижних нагород, зокрема, Нобелівську премію з літератури, дванадцять премій «Греммі», один «Оскар» і один «Золотий глобус». Крім того, його ввели в Залу слави рок-н-ролу, Залу слави піснярів і Залу слави піснярів Нешвілла.
У січні 1990 року Ділан був нагороджений Орденом Мистецтв і літератури. У травні 2000 року отримав приз «Polar Music Prize», який вручав король Швеції Карл XVI. У червні 2007 року став лауреатом Премії принцеси Астурійської в категорії «Мистецтво». 2008 року музикант отримав спеціальний приз Пулітцерівської премії. У травні 2012 року йому вручено Президентську медаль свободи. У лютому 2015 року Національна академія мистецтва і науки звукозапису оголосила Ділана «нп|Людиною року MusiCares|Людиною року|en|MusiCares Person of the Year», як визнання його «філантропського і художнього внеску в суспільство». У листопаді 2013 року музикант отримав Орден Почесного легіону від міністра освіти Франції Орелі Філіппетті. Крім цього Ділан є лауреатом Нагороди імені Томаса Пейна, медалі центру Кеннеді, призу імені Дороті та Лілліан Гіш, а також є «Почесним доктором музики» Пристонського і Сент-Ендрюського університетів.

### Нобелівська премія з літератури

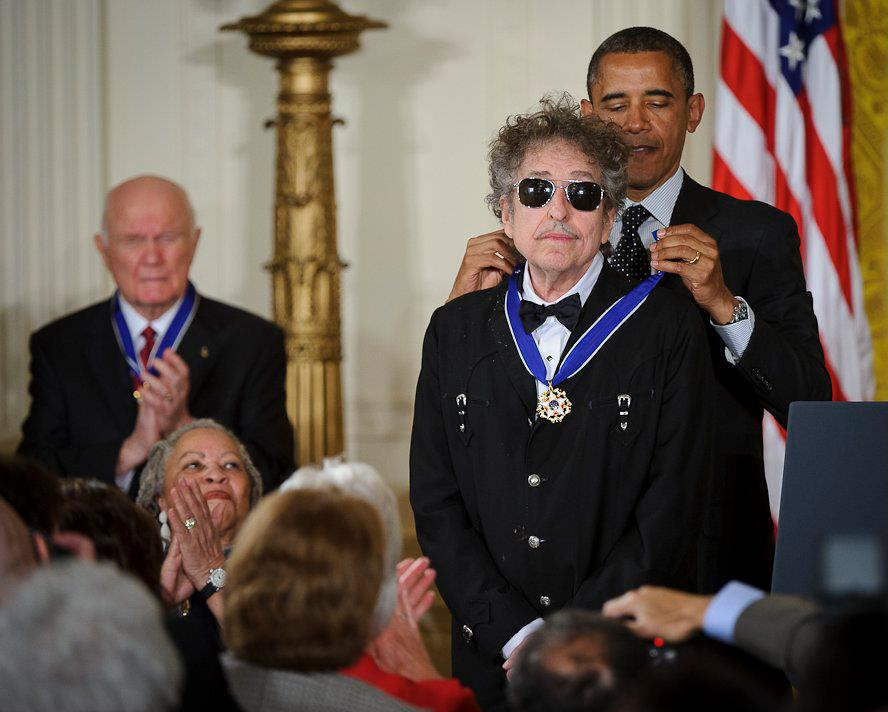
Боб Ділан отримує Президентську медаль свободи від Барака Обами

Боб Ділан неодноразово був номінований на Нобелівську премію з літератури. 13 жовтня 2016 року Нобелівський комітет оголосив, що Ділан став лауреатом нагороди «за створення нових поетичних виражень в рамках великої американської пісенної традиції». У матеріалі про цю подію газета Нью-Йорк Тайм зазначила: «Містер Ділан, 75 років, є першим музикантом, який отримав нагороду, і рішення про його нагородження, можливо, є найрадикальнішим вибором в історії [Нобелівської премії], починаючи з 1901 року». Ділан — другим в історії, після Джорджа Бернарда Шоу, став лауреатом і «Оскара» і Нобелівської нагороди.
21 жовтня член шведської Академії, письменник Пер Вестберг, назвав Ділана «грубим і зарозумілим» за ігнорування спроб Нобелівського Комітету зв'язатися з ним. У свою чергу, постійний секретар Академії Сара Даніус заявила: «Шведська Академія ніколи не коментувала рішення лауреата в подібному контексті, і не робитиме цього надалі».
Після двох тижнів спекуляцій у пресі Ділан перервав мовчання, заявивши в інтерв'ю Едни Гундерсен, що здобуття нагороди було: «Дивним, неймовірним. Чи хтось мріє про щось подібне?».
17 листопада шведська Академія оголосила, що Ділан не поїде до Стокгольма на церемонію вручення нагороди оскільки має «інші попередні зобов'язання». 10 грудня 2016 року на Нобелівському бенкеті в Стокгольмі промову Ділана виголосила посол США в Швеції Азіта Раджі. Там були такі слова: «Від самого дитинства я читав і вбирав твори тих, кого раніше визнали гідним цієї регалії: Кіплінга, Шоу, Томаса Манна, Перл Бак, Альбера Камю, Хемінгуея. Ці гіганти літератури, чиї книги тепер вивчають у школах, зберігають у бібліотеках по всьому світі і обговорюють з благоговінням, завжди справляли на мене глибоке враження. Те, що тепер моє ім'я буде з ними в одному списку, справді неможливо виразити словами».
Замість Ділана Нобелівську премію прийняла співачка Патті Сміт, «трансцендентно виконавши» його пісню «A Hard Rain's a-Gonna Fall» в супровід оркестру.
2 квітня 2017 року секретар Академії Даніус виступила із заявою: «Сьогодні шведська Академія зустрілася з Бобом Діланом на приватній церемонії [без присутності засобів масової інформації] в Стокгольмі, в ході якої Ділан отримав золоту медаль та диплом. Були присутні дванадцять членів Академії. Настрій був чудовим. Було шампанське. Досить багато часу було витрачено на те, щоб уважно розглянути золоту медаль, зокрема її зворотний бік, де зображений образ молодої людини, що сидить під Лавровим деревом, яка слухає Музу. Напис під зображенням, взятий з „Енеїди“ Вергілія, говорить: „Inventas vitam iuvat excoluisse per artes“ — „Щастя, коли подвиги творця життя людини облагороджують“».
5 червня 2017 року Нобелівську лекцію Ділана розмістили на сайті Нобелівської премії. Згідно з регламентом Академії, щоб отримати грошову премію, 8 мільйонів шведських крон (900 000 доларів США), лауреат «повинен виступити з лекцією протягом шести місяців після офіційної церемонії, яка передбачала крайній термін для пана Ділана — 10 червня». Згодом, Академія прокоментувала есе музиканта: «Промова вкрай особлива і, як і слід було очікувати, вишукана. Тепер, коли лекцію представлено, пригода пана Ділана підходить до кінця». У своєму есе Ділан розповів про вплив, що його справили на нього три «важливі» книги: «Мобі Дік» Германа Мелвілла, «На Західному фронті без змін» Еріха Марії Ремарка й «Одіссея» Гомера. Після чого підсумував: «Наші пісні живі в землі живих. Але пісні не схожі на літературу. Їх належить співати, а не читати. Слова в п'єсах Шекспіра належало грати на сцені. Так само і слова пісень треба співати, а не читати на сторінці. І я сподіваюся, що комусь з вас випаде нагода послухати ці слова так, як їх спочатку і треба було чути — на концерті або в запису, або як іще люди нині слухають пісні. Я знову повертаюся до Гомера, який сказав: „Співай в мені, Музо, і через мене розповідай повість“».
Акомпанемент для аудіоверсії промови написав джазовий піаніст Алан Паскуа.

## Дискографія
- 1962 Bob Dylan
- 1963 The Freewheelin' Bob Dylan
- 1964 The Times They Are A-Changin'
- 1964 Another Side of Bob Dylan
- 1965 Bringing It All Back Home
- 1965 Highway 61 Revisited
- 1966 Blonde on Blonde
- 1967 Bob Dylan's Greatest Hits
- 1967 John Wesley Harding
- 1969 Nashville Skyline
- 1970 Self Portrait
- 1970 New Morning
- 1971 Bob Dylan's Greatest Hits Vol. II
- 1973 Pat Garrett & Billy the Kid
- 1973 Dylan
- 1974 Planet Waves (разом з The Band)
- 1974 Before the Flood (разом з The Band) (концертний)
- 1975 Blood on the Tracks
- 1975 The Basement Tapes (разом з The Band)
- 1976 Desire
- 1976 Hard Rain (концертний)
- 1978 Street Legal
- 1978 Masterpieces
- 1979 Bob Dylan at Budokan (концертний)
- 1979 Slow Train Coming
- 1980 Saved
- 1981 Shot of Love
- 1983 Infidels
- 1984 Real Live
- 1985 Empire Burlesque
- 1985 Biograph
- 1986 Knocked Out Loaded
- 1988 Dylan & The Dead (концертний, разом з Grateful Dead)
- 1988 Down in the Groove
- 1989 Oh Mercy
- 1990 Under the Red Sky
- 1992 Good as I Been to You
- 1993 The 30th Anniversary Concert Celebration (концертний)
- 1993 World Gone Wrong
- 1994 Bob Dylan's Greatest Hits Volume 3
- 1995 MTV Unplugged (концертний)
- 1997 Time Out of Mind
- 2000 The Essential Bob Dylan
- 2001 Love and Theft
- 2001 Live 1961-2000: Thirty-Nine Years of Great Concert Performances (концертний, тільки в Японії)
- 2005 Live at the Gaslight 1962 (концертний)
- 2006 Modern Times
- 2007 Dylan
- 2009 Together Through Life
- 2009 Christmas in the Heart
- 2012 Tempest
- 2015 Shadows in the Night
- 2016 Fallen Angels
- 2017 Triplicate
- 2020 Rough and Rowdy Ways
- 2023 Shadow Kingdom

## Мультимедія
"Like_A_Rolling_Stone"ⓘ

## Цікаві факти
- У Посольстві США в Україні фото Боба Ділана поміщене у фотогалереї, де представлені відомі музиканти, науковці, художники, інженери, дипломати, актори українського походження. Серед них, крім Боба Ділана — Ігор Сікорський, Міла Йовович, Дастін Гоффман, Девід Духовни та інші[547].